# 卡尔·马克思
卡尔·马克思（德語：Karl Marx，德語：[ˈkaʁl ˈmaʁks]；1818年5月5日—1883年3月14日），德国著名哲学家、政治理论家、经济学家、记者与革命社会主义者。他最广为人知的作品是1848年与弗里德里希·恩格斯合著的小册子《共产党宣言》，以及三卷本的《资本论》（1867–1894年）。《资本论》深刻批判了古典政治经济学，并运用历史唯物主义理论对资本主义进行系统分析，是马克思一生思想的集大成之作。马克思的思想及其后来的发展，统称为「马克思主义」，对世界产生了深远影响。
马克思出生于普鲁士王国的特里尔市，先后就读于波恩大学和柏林洪堡大学，1841年获得耶拿大学哲学博士学位。作为青年黑格尔派的一员，马克思深受格奥尔格·威廉·弗里德里希·黑格尔哲学的影响，并在《德意志意识形态》和《政治经济学批判大纲》等著作中，对黑格尔的思想进行批判继承与发展。马克思在巴黎期间撰写了《1844年经济学哲学手稿》，同时结识了恩格斯，后者成为他最亲密的朋友和长期合作伙伴。1845年，马克思迁居布鲁塞尔，与恩格斯共同积极参与共产主义者同盟的活动。1848年，他们共同撰写了《共产党宣言》，既阐述了马克思的思想，又提出一套革命纲领。随后，马克思被比利时和德国政府驱逐，1849年移居伦敦。在伦敦期间，他撰写了《路易·波拿巴的雾月十八日》（1852年）以及《资本论》。自1864年起，马克思积极参与第一国际的活动，在组织内部同米哈伊尔·巴枯宁领导的无政府主义者展开斗争。在《哥达纲领批判》（1875年）一文中，马克思深入讨论了革命、国家以及向共产主义过渡的问题。1883年，无国籍的马克思在伦敦病逝，享年64岁，葬于海格特公墓。
根据马克思对历史、社会和政治经济学的批判，人类社会的发展是通过阶级斗争实现的。在资本主义生产方式下，这种斗争表现为统治阶级（即资产阶级）与工人阶级（即无产阶级）之间的冲突——前者掌握生产资料，后者通过出卖劳动力换取工资，从而维持生产的运作。马克思借助历史唯物主义的方法预言道，如同以往所有社会经济制度一样，资本主义终将产生内在矛盾，而这些矛盾将导致资本主义的自我瓦解，最终被一种新制度即社会主义生产方式所取代。对马克思而言，资本主义制度下的阶级对立——部分源于其本质上的不稳定性与危机频发性——将促使无产阶级形成阶级意识，从而争取政治权力，最终建立一个无阶级的、由自由人联合体构成的共产主义社会。马克思积极推动这一实践，主张无产阶级应当通过有组织的革命行动推翻资本主义，实现社会经济的解放。
马克思被认为是现代史上最具影响力的人物之一，其学说既受到高度赞扬，也一直面临各界的严厉批评。马克思主义对社会主义思想和政治运动产生了深远影响，以马克思列宁主义及其分支为代表的马克思主义思想流派成为了20世纪许多国家革命运动的指导意识形态，以此为基础建立了多个共产主义国家。马克思在经济学领域的研究对现代非主流劳资理论产生了重要影响。他也常与埃米尔·涂尔干、马克斯·韦伯并称，被誉为现代社会学的主要奠基人之一。

## 生平

### 童年与早期教育：1818年—1836年

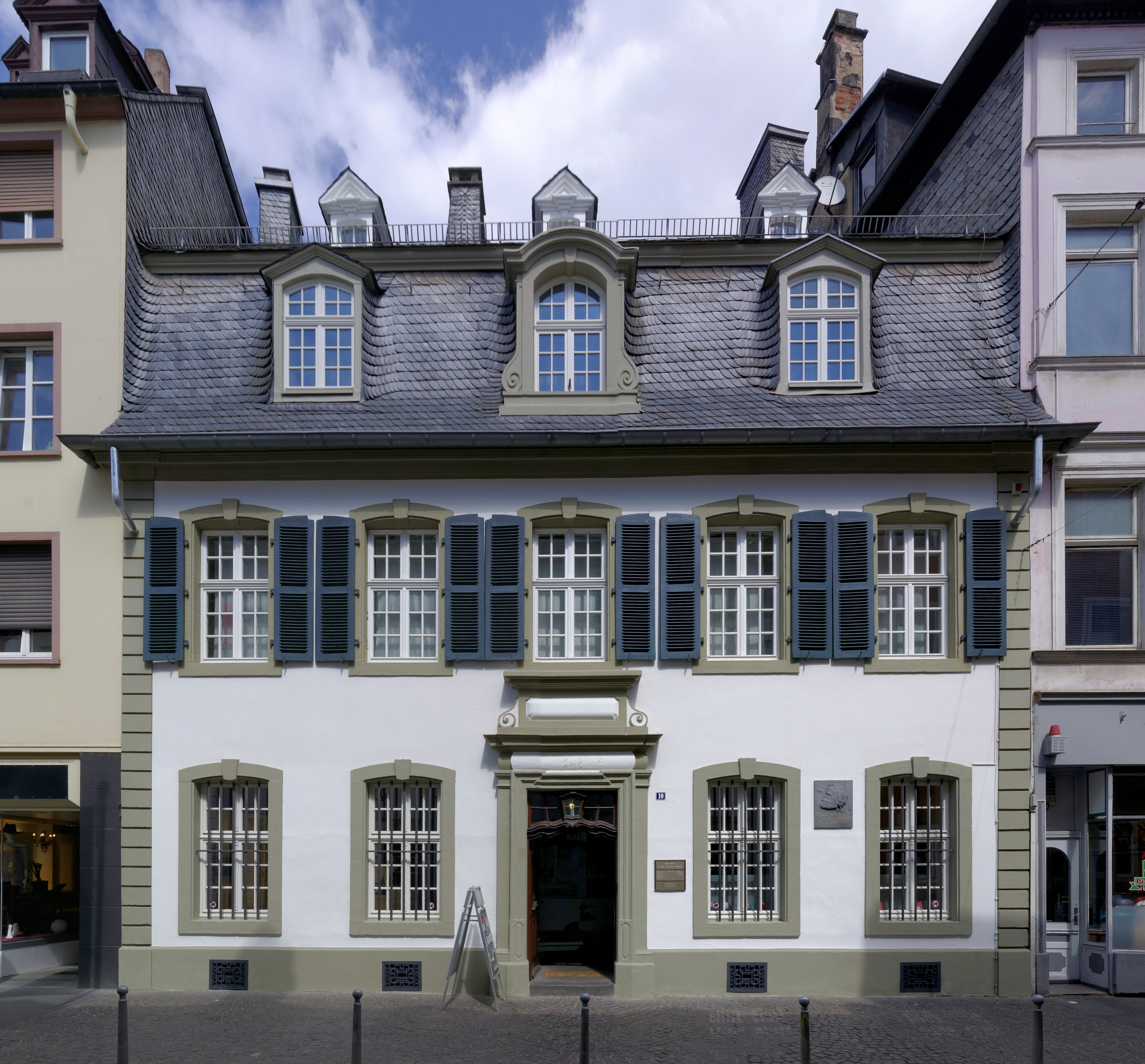
卡尔·马克思故居，现位于特里尔布吕肯大街10号。马克思一家当时在这里居住，一楼有两个房间，二楼有三个房间。1928年，这栋房屋被德国社会民主党收购，如今已成为一座纪念马克思的博物馆。

1818年5月5日，卡爾·馬克思出生於普魯士王國特里爾市布呂肯街664號，父親海因里希·馬克思，母親亨丽埃特·普莱斯堡。馬克思一家是猶太人，原本不信教。但在馬克思出生前，全家便已正式皈依基督教。馬克思的外祖父是一位荷蘭拉比，而其父系家族自1723年起就世代擔任特里爾的拉比，直至其祖父迈耶·哈莱维·马克思（Meier Halevi Marx）。父親是整個家族中第一位接受世俗教育的成員，後來成爲一名收入優渥的律師，躋身上層中產階級。除律師收入外，摩澤爾河畔的若干葡萄園也是馬克思的家業。1815年普魯士吞併萊茵蘭後，猶太人的解放政策被廢除。爲保住律師職業，海因里希自猶太教改宗普魯士國教，即聯合福音教會。
海因里希並不信教，他實則是啓蒙運動的接受者，對哲學家伊曼努爾·康德與伏爾泰的思想深感興趣。作爲一名古典自由主義者，海因里希積極參與社會活動，爲當時仍處於絕對君主制統治的普魯士爭取憲政與體制改革。1815年，海因里希開始從事律師工作。四年後，全家遷居至靠近尼格拉城門的一座十室大宅邸。馬克思的母親亨麗埃特是一位荷蘭猶太人，出身於一個富裕的商人家庭，該家族後來創立飛利浦公司。亨麗埃特的妹妹索菲·普萊斯堡（Sophie Pressburg）嫁給萊昂·飛利浦，成爲赫拉德與安東·飛利浦的祖母，也是弗里茨·飛利浦的曾祖母。萊昂·飛利浦是荷蘭著名的菸草商與實業家。日後馬克思夫婦流亡倫敦期間，常常仰賴萊昂提供貸款以維持生計。
關於馬克思的童年，人們所知甚少。從目前掌握的資料看，他在九個孩子中排行第三。其兄莫里茨1819年去世後，馬克思成爲長子。1824年8月28日，馬克思與剩下的兄弟姐妹一同接受路德宗的洗禮，母親則於次年11月受洗。馬克思由父親進行私家教育，直至1830年進入特里尔中学就讀，該校校長雨果·維滕巴赫是父親海因里希的朋友。維滕巴赫聘請許多自由派人文主義者擔任講師，這引起當地保守派政府的不滿。1832年，警方突擊搜查該校，發現學生中流傳著宣揚政治自由主義的文學作品。地方政府視這類行爲爲「煽動叛亂」，隨即進行整頓，在馬克思就讀期間就撤換多名教職人員。
1835年秋，16歲的馬克思與他的好友兼未來的妹夫埃德加·馮·威斯特華倫共同以2.4分的平均成績通過高中學業考試。10月，馬克思前往波恩大學就讀。他本希望學習哲學與文學，但父親堅持要求他改學更爲實用的法學。由於患有被稱爲「胸部無力」的病症，馬克思18歲時被免除兵役。在波恩大學期間，他加入「詩人俱樂部」，這是一個由政治激進分子組成的團體，因而受到警方監視。有記載稱，馬克思同時還是飲酒俱樂部「特里爾客棧」（Landsmannschaft der Treveraner）的一員，一度擔任聯合會長。不過，此事的真實性已無從考證。可以確知的是，他曾因「夜間喧鬧與醉酒」被判有罪，又因「攜帶軍刀」而遭到校方調查。儘管他第一學期成績優異，但很快開始下滑。父親不得不要求他轉學至更重視學風與紀律的柏林大學。

### 黑格尔主义与早期新闻事业：1836年—1843年

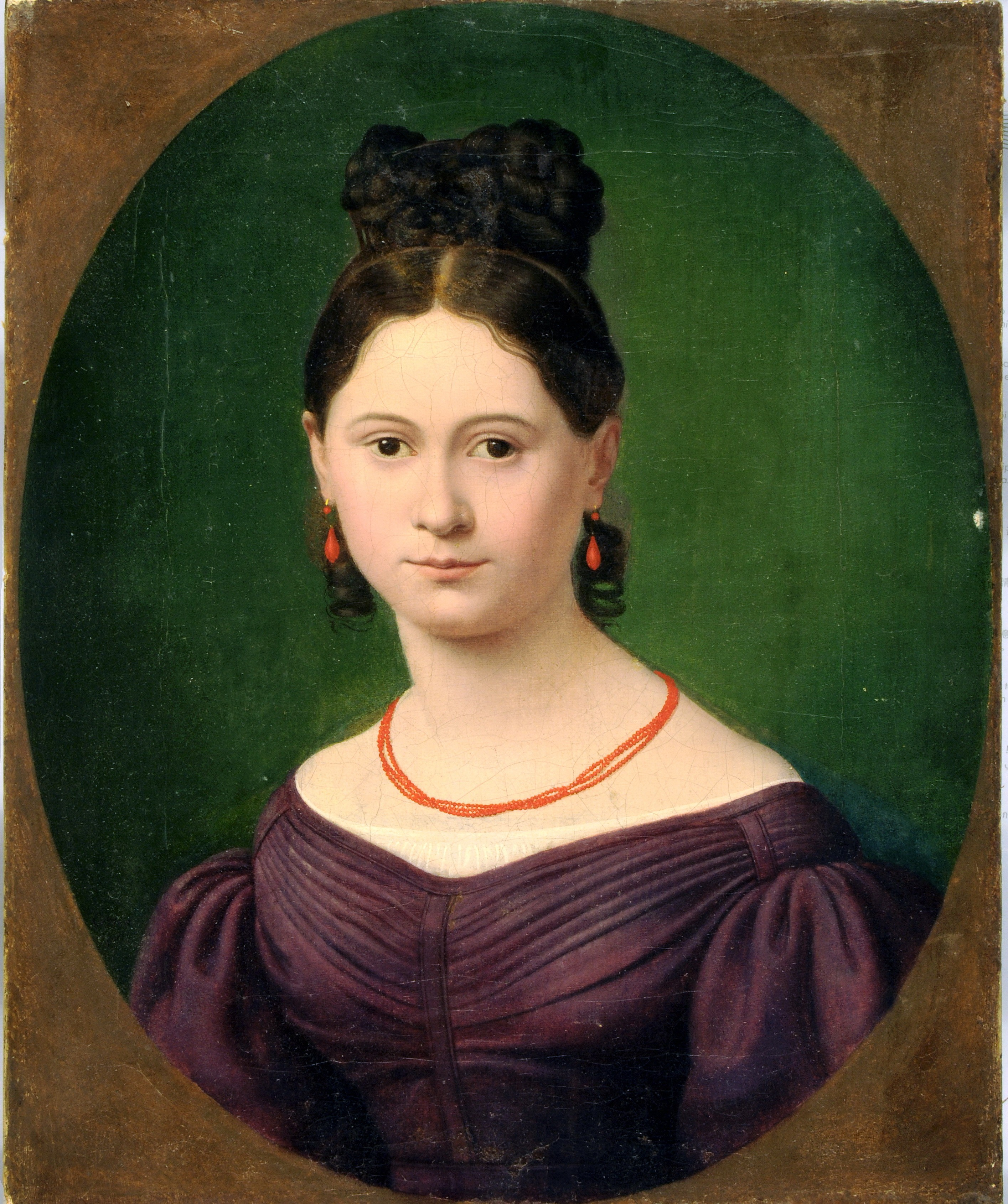
1830年代的燕妮·冯·威斯特华伦

马克思在特里尔度过了1836年的夏秋两季，此时的他开始更加认真地对待自己的学业与生活。这一年，他与燕妮·冯·威斯特华伦订婚。燕妮是一位受过良好教育的小贵族女子，与马克思是青梅竹马。为了能与马克思成婚，燕妮自行解除了之前与另一位贵族立下的婚约。由于马克思与燕妮宗教信仰与阶级出身的差异，两人这段恋情引发了社会舆论的争议。不过，马克思和燕妮的父亲——开明的自由派贵族路德维希·冯·威斯特华伦——建立了良好的关系，后来又将自己的博士论文致献给他。在订婚七年后，1843年6月19日，马克思与燕妮在克罗伊茨纳赫的一座新教教堂内举办了婚礼。
1836年10月22日，马克思抵达柏林大学，就读于该校的法学院，并在米特尔大街租下了一间房。第一学期的授课老师有爱德华·甘斯与卡尔·冯·萨维尼。前者是进步派黑格尔主义者的代表，强调历史的理性发展，尤其是自由意志因素在其中的推动作用，同时主张重视社会问题；后者则是德国历史法学派的代表人物。尽管主修法律，马克思却对哲学产生了浓厚兴趣，力求将两者结合起来，他坚信「没有哲学，一切都无从谈起」。此时，德国哲学家格奥尔格·威廉·弗里德里希·黑格尔刚去世不久，其思想在当时的欧洲学界引发了广泛讨论。马克思对这位哲学家产生了兴趣。在施特拉劳疗养期间，他加入了「博士俱乐部」，这是一个专注于探讨黑格尔思想的学生组织。自1837年开始，马克思通过这个社团结识了一批激进的思想家，他与其中的阿道夫·鲁滕贝格交契尤深。这群思想家后来统称为「青年黑格尔派」，其领导人物是路德维希·费尔巴哈与布鲁诺·鲍威尔。同马克思一样，青年黑格尔派批判黑格尔哲学的形而上学预设，但保留其辩证方法，从左翼视角批判当时的社会、政治与宗教体制。1838年5月，马克思的父亲去世，这一变故使家庭收入顿减。马克思一直与父亲感情深厚，他终身都对父亲充满怀念与感激之情。

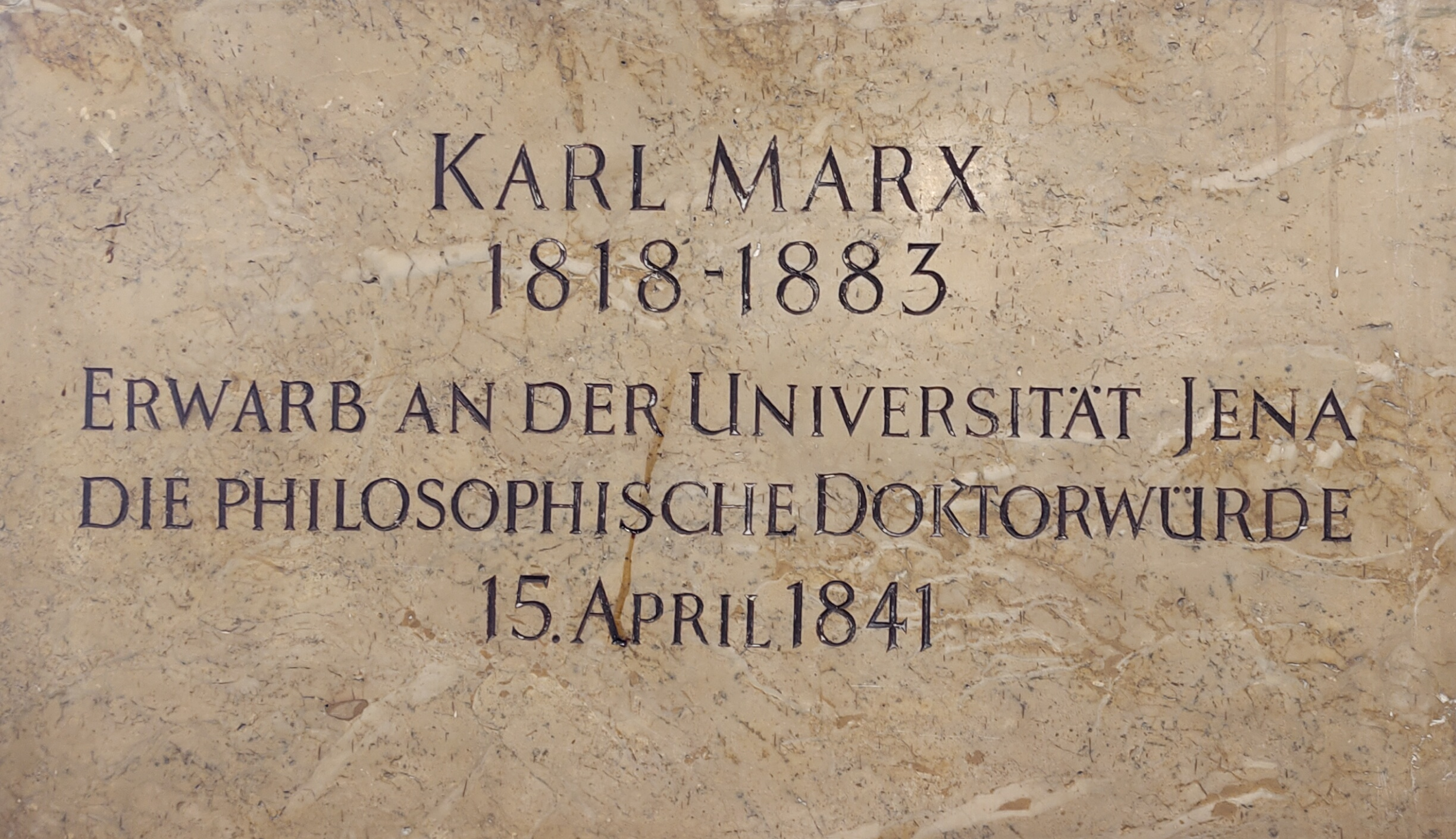
耶拿大学校内纪念马克思1841年获得博士学位的碑文

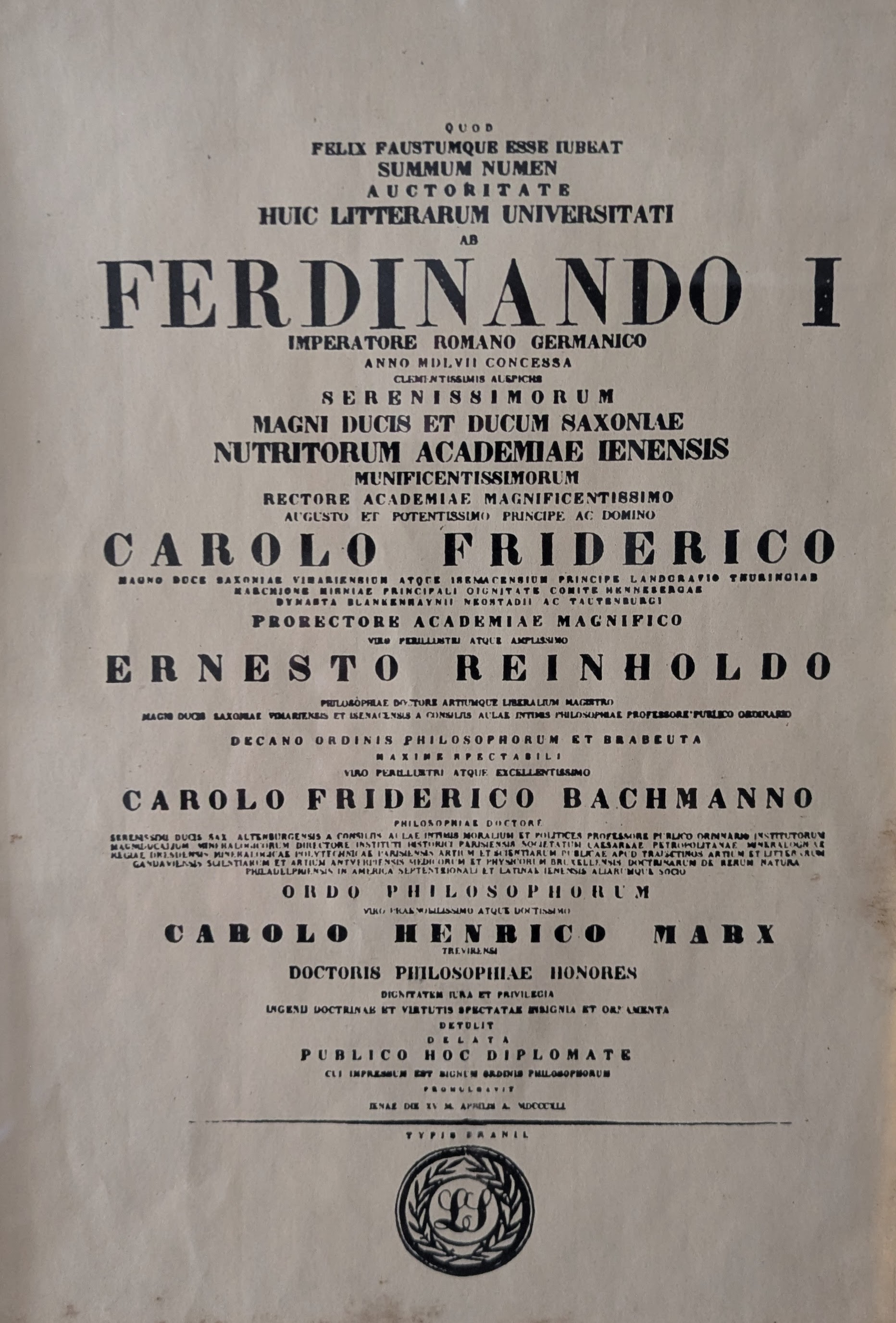
1841年4月15日，由耶拿大学授予马克思的博士学位证书

到1837年时，马克思已撰成短篇小说《蝎子和费里克斯》、戏剧《乌兰内姆》，以及写给未婚妻燕妮的多首情诗。这些早期作品在他生前均未发表，后来被收录于《马克思恩格斯全集》历史考证版第一卷，作为遗著出版。这之后不久，马克思就放弃了虚构文学创作，转而学习其他领域，如英语与意大利语、美术史以及拉丁文经典的翻译。1840年，马克思开始与布鲁诺·鲍威尔合作，编辑黑格尔的《宗教哲学》。与此同时，他也在撰写自己的博士论文《德谟克利特的自然哲学和伊比鸠鲁的自然哲学之区别》。这篇论文于1841年撰成，被称为「一部大胆而富有原创性的著作。马克思试图在其中论证：神学必须让位于哲学的更高智慧」。这篇博论引发了争议，尤其是激起了柏林大学保守派教授的不满。为此，马克思决定将论文提交给学风更为自由的耶拿大学。1841年4月，耶拿大学授予马克思哲学博士学位。由于马克思和鲍威尔都是无神论者，两人于是年3月筹划创办一家名为《无神论档案》（Archiv des Atheismus）的期刊，但最终未能付诸实践。7月，马克思与鲍威尔从柏林出发，前往波恩旅行。他们一路上饮酒作乐，在教堂里大笑，甚至骑驴狂奔过市，社会舆论为之哗然。
马克思曾一度考虑从事学术研究，但由于当局对古典自由主义和青年黑格尔派日益敌视的态度，这条道路被堵死了。1842年，马克思迁居科隆，成为一名记者，为激进派报刊《莱茵报》撰稿，公开表达他对社会主义的初步看法，以及对经济学日益浓厚的兴趣。马克思在文章中批判了欧洲的右翼政府，同时也对一些自由主义者和社会主义者提出尖锐批评，认为他们软弱无能、甚或起反作用。在第一篇文章发表数月后，同年10月，马克思受股东邀请成为该报主编:50。《莱茵报》本来是各路反对派的联合喉舌，马克思担任主编后，该报采取了更为激进的反对立场:50、63，很快就引起了普鲁士政府审查机构的注意，当局需要在报刊出版前逐一审查每期报纸是否含有煽动性内容。马克思对此极为不满，他讽刺地写道：「我们的报纸必须呈交警察，让他们嗅一嗅。若警察的鼻子闻出一点不基督或不普鲁士的气味，那就不许出版。」1843年1月，当《莱茵报》刊登了一篇激烈抨击俄国君主制的文章后，俄国沙皇尼古拉一世亲自向普鲁士政府施压，要求查禁该报。最终，普鲁士政府在当年3月借口「《莱茵报》没有许可证」取缔该报:66。
你们赞美大自然令人赏心悦目的千姿百态和无穷无尽的丰富宝藏，你们并不要求玫瑰花散发出和紫罗兰一样的芳香，但你们为什么却要求世界上最丰富的东西——精神只能有一种存在形式呢？——卡尔·马克思，《评普鲁士最近的书报检查令》，1842年2月

### 巴黎时期：1843年—1845年
1843年，马克思成为巴黎报刊《德法年鉴》的合作主编，这是一家新创办的激进左翼报刊，由德国社会活动家阿尔诺德·卢格筹创，旨在联合德国与法国的各路激进思想家。为此，马克思夫妇于1843年10月搬至巴黎居住。起初，他们与卢格夫妇一同生活在瓦诺路23号，然而由于生活条件艰苦，1844年女儿燕妮出生后，马克思一家便搬离了这里。尽管创办《德法年鉴》的初衷是萃聚法国与德国两国的作者，但刊物内容最终是德国作者主导，唯一的非德籍作家是流亡自俄国的集体无政府主义者米哈伊尔·巴枯宁。马克思为《德法年鉴》撰写了两篇重要文章：《〈黑格尔法哲学批判〉导言》与《论犹太人问题》。在《论犹太人问题》一文中，马克思首次阐明观点，肯定无产阶级是一股革命力量。这标志着他的思想正式转向共产主义。《德法年鉴》只出版了一期，却办得相当成功，主要是因为上面刊载了海因里希·海涅讽刺巴伐利亚国王路德维希一世的颂诗。德国各邦政府随即下令查禁该刊，并扣押所有进口副本。尽管《德法年鉴》在社会上取得了一定影响，卢格还是拒绝继续资助该刊，他与马克思的关系也就此破裂。《德法年鉴》停刊后，马克思转而为《前进报》撰稿，这是当时唯一尚未被当局查封的德语激进派报刊。该报总部位于巴黎，与地下社团正义者同盟存在关联——该社由劳工与手工业者结成，具有空想社会主义色彩。马克思曾参加过该社团的部分会议，但没有正式入社。在为《前进报》撰写的文章中，马克思融合黑格尔的辩证法与费尔巴哈的唯物主义观点，进一步阐发他的社会主义思想，同时对欧洲的自由主义者与其他社会主义流派提出批判。

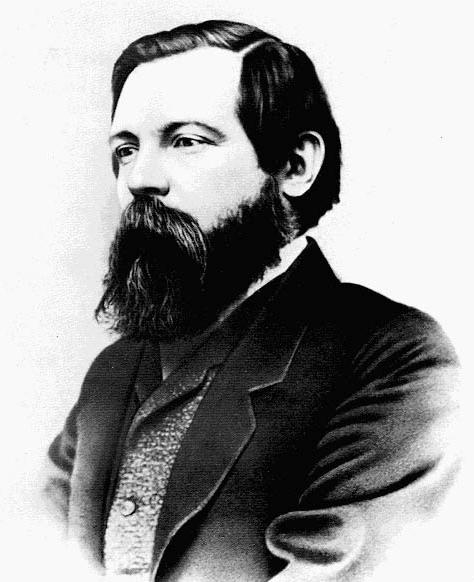
弗里德里希·恩格斯。他于1844年与马克思相识，随后成为了马克思终生的朋友兼合作伙伴

1844年8月28日，马克思在巴黎的摄政咖啡馆首次与德国社会主义者弗里德里希·恩格斯相遇，从此开始了他们终生的友谊。恩格斯向马克思展示了自己刚出版的新作《英国工人阶级状况》。这部著作深深鼓舞了马克思，使他坚信：工人阶级将成为历史最终阶段革命的推动者与主体力量。不久后，马克思在与恩格斯的合作下撰写了一部批判昔日好友布鲁诺·鲍威尔哲学思想的著作，1845年出版，题为《神圣家族》。尽管马克思在书中批评了鲍威尔，他此时仍然深受青年黑格尔派麦克斯·施蒂纳与路德维希·费尔巴哈思想的影响。但最终，马克思与恩格斯也逐步放弃了费尔巴哈式的唯物主义立场，转而迈向自己的历史唯物主义体系。
自1843年10月至1845年1月，马克思在瓦诺路38号居住。在此期间，他展开了对政治经济学（如亚当·斯密、大卫·李嘉图、詹姆斯·穆勒等学者及其理论）、对法国社会主义者（尤其是亨利·德·圣西门与夏尔·傅立叶），以及对法国历史的深入研究。对政治经济学的研究与批判是马克思毕生追求的目标，这一目标最终成就了他最为重要的经济学著作——三卷本《资本论》。马克思主义的理论基础很大程度上来源自三种思想：黑格尔的辩证法、法国的空想社会主义，以及英国的古典政治经济学。连同他早期对黑格尔辩证法的研究，马克思在巴黎这段时间的治学标志着「马克思主义」思想体系的所有重要组成部分在1844年秋天都已基本成形。尽管如此，马克思始终难以专注于对政治经济学的系统批判，这不仅是来自日常生活的压力使然，还因为他当时主编激进派报刊，在此后革命风潮高涨的年代中还需要不断组织和领导政治运动。不过，马克思终究没有放下自己的研究，他力图厘清「资本主义的内在运行规律」。
到1844年底，马克思脑海中关于「马克思主义」的基本纲领已然成形。尽管许多核心观点已被明确阐述，他仍感到需要将自己的世界观系统地写下来，以进一步申明自己对政治经济学的新批判。为此，他撰写了《1844年经济学哲学手稿》。这一系列手稿涵盖多个主题，详细阐明了他的「异化劳动」概念。到了1845年春，随着对政治经济学、资本与资本主义的持续研究，马克思得出结论：他所提出的这一系列政治经济学的新批判——即科学社会主义——必须建立在一个完全成熟的唯物主义世界观基础之上。
《1844年经济学哲学手稿》写于1844年4月至8月间，但不久之后，马克思意识到该手稿受到费尔巴哈某些分歧观点的影响。他由此认识到必须与费尔巴哈哲学决裂，并构建自己的历史唯物主义体系。一年后，马克思迁居布鲁塞尔，写下了著名的《关于费尔巴哈的提纲》，凡11节。其中最广为人知的是提纲第十一条：「哲学家们只是用不同的方式解释世界，而问题在于改变世界。」在这篇短文中，马克思对以下三个主题展开批判：(1) 旧唯物主义，因其仅仅是「直观性的」，缺乏实践维度；(2) 唯心主义，因其将实践简化为理论抽象；(3) 传统哲学整体，因其将抽象的理念置于现实物质世界之上。也是在这篇提纲中，马克思首次清晰地阐发了自己的历史唯物主义思想：世界的改变并非由观念推动，而是通过真实的、物质的、实践的活动来实现。1845年，在普鲁士国王的施压下，法国当局查封了《前进报》，时任内政部长弗朗索瓦·基佐下令将马克思逐出法国。

### 布鲁塞尔时期：1845年—1848年
由于既无法继续留在法国，又不能返回德国，马克思于1845年2月决定移居比利时的布鲁塞尔。为了获得在比利时的居留许可，他不得不向当局承诺不发表任何有涉时政的言论。在布鲁塞尔，马克思与流亡自欧洲各地的社会主义者建立联系，其中包括摩西·赫斯、卡尔·海因岑和约瑟夫·魏德迈。4月，恩格斯也从德国巴门搬来布鲁塞尔。此时，原正义者同盟的核心成员正逐渐往该地会聚。恩格斯同马克思一起，与这拨人马汇合。同年晚些时候，恩格斯的长期伴侣玛丽·伯恩斯也从英国曼彻斯特来到布鲁塞尔，与他们团聚。
1845年7月中旬，马克思与恩格斯一同离开布鲁塞尔，前往英国拜访宪章运动的一众领导人。这是马克思第一次踏足英国，而恩格斯是这次出行的绝佳向导。恩格斯曾于1842年11月至1844年8月期间在曼彻斯特居住，不仅精通英语，还与多位宪章派领导人建立了密切联系。事实上，在马克思出发时，恩格斯正兼任多家英国宪章派与社会主义派报纸的记者。马克思借着此次出行的机会，在伦敦和曼彻斯特的几家图书馆中查阅了有关政治经济学的重要文献。
在布鲁塞尔，马克思与恩格斯开始着手合撰一部重要著作：《德意志意识形态》。该书通常被认为是马克思对历史唯物主义概念最完整的阐述。在这部著作中，马克思与费尔巴哈、鲍威尔、施蒂纳以及其他青年黑格尔派人物彻底决裂。他同时也批判了卡尔·格律恩等「真正的社会主义者」，这一流派的思想仍在一定程度上根植于「唯心主义」。在《德意志意识形态》中，马克思与恩格斯最终确立了一套完全以唯物主义为历史运动根源的哲学体系。尽管全书以幽默讽刺的笔调写成，但仍未能避开审查制度的封锁。同马克思许多早期作品一样，该书在他生前未能出版，直到1932年才首次刊出。
完成《德意志意识形态》后，马克思开始撰写另一部著作，旨在阐明他本人对于真正「革命性的无产阶级运动」之「理论与策略」的立场，同时建立起一套植根于真正「科学的唯物主义」哲学基础之上的社会主义思想体系。这部著作需要明确划分空想社会主义同马克思自己的「科学社会主义」之间的界限。空想社会主义者认为，必须逐一说服每个人加入社会主义运动，就像说服一个人接受某种信仰那样。而马克思则清楚地认识到，在大多数情况下，人们倾向于根据自身的经济利益行事。因此，若要动员广大工人阶级发动一场社会革命，最有效的方式不是门到户说，而是以这一阶级的整体物质利益为号召，进行广泛的宣传与动员。这就是马克思这部新作的核心目的。为了使稿件能通过审查，他将书名定为《哲学的贫困》（1847年），作为对法国无政府社会主义者皮埃尔-约瑟夫·蒲鲁东在其著作《贫困的哲学》（1840年）中所体现的「小资产阶级哲学」的回应。

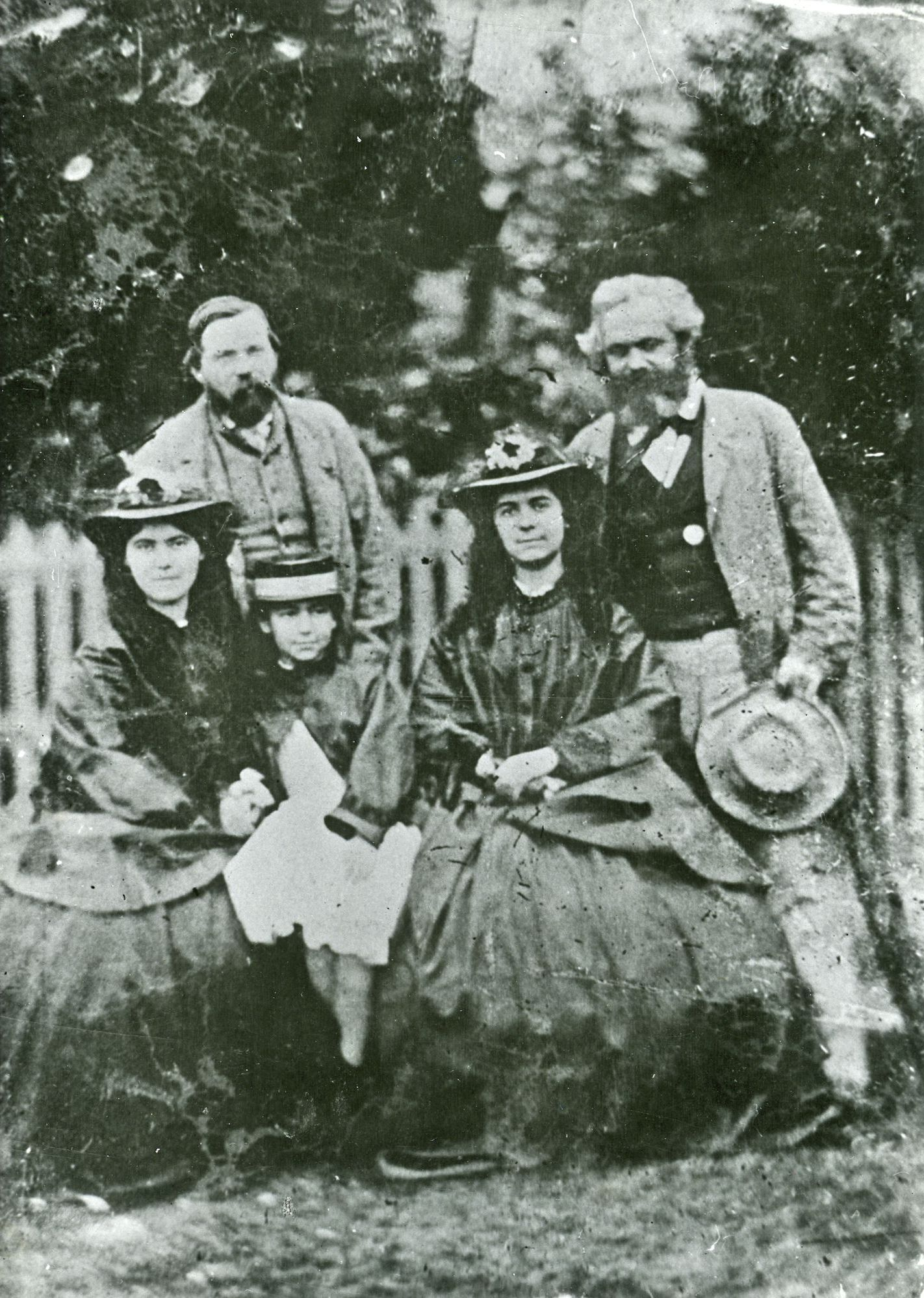
马克思（右）及其女儿与恩格斯的合影

这些著作为马克思与恩格斯最负盛名的作品——即后来广为人知的《共产党宣言》——奠定了基础。1846年在布鲁塞尔居住期间，马克思继续与地下激进组织正义者同盟保持联系。如前所述，在马克思眼中，这个同盟正是欧洲无产阶级所需要的那种激进组织，可以推动他们组织一场群众性运动，从而实现无产阶级革命。然而，要想将工人阶级组织成一支真正的群众力量，这个同盟就必须摆脱「秘密」或「地下」组织的性质，转而以政党形式公开运作。最终，正义者同盟的成员们接受了这一主张。于是，1847年6月，该组织在一众成员的推动下进行了改组，成立了一个新的、公开的、直接面向工人阶级的政治组织，名为「共产主义者同盟」。马克思和恩格斯都参与了新同盟的纲领与组织原则的起草工作。

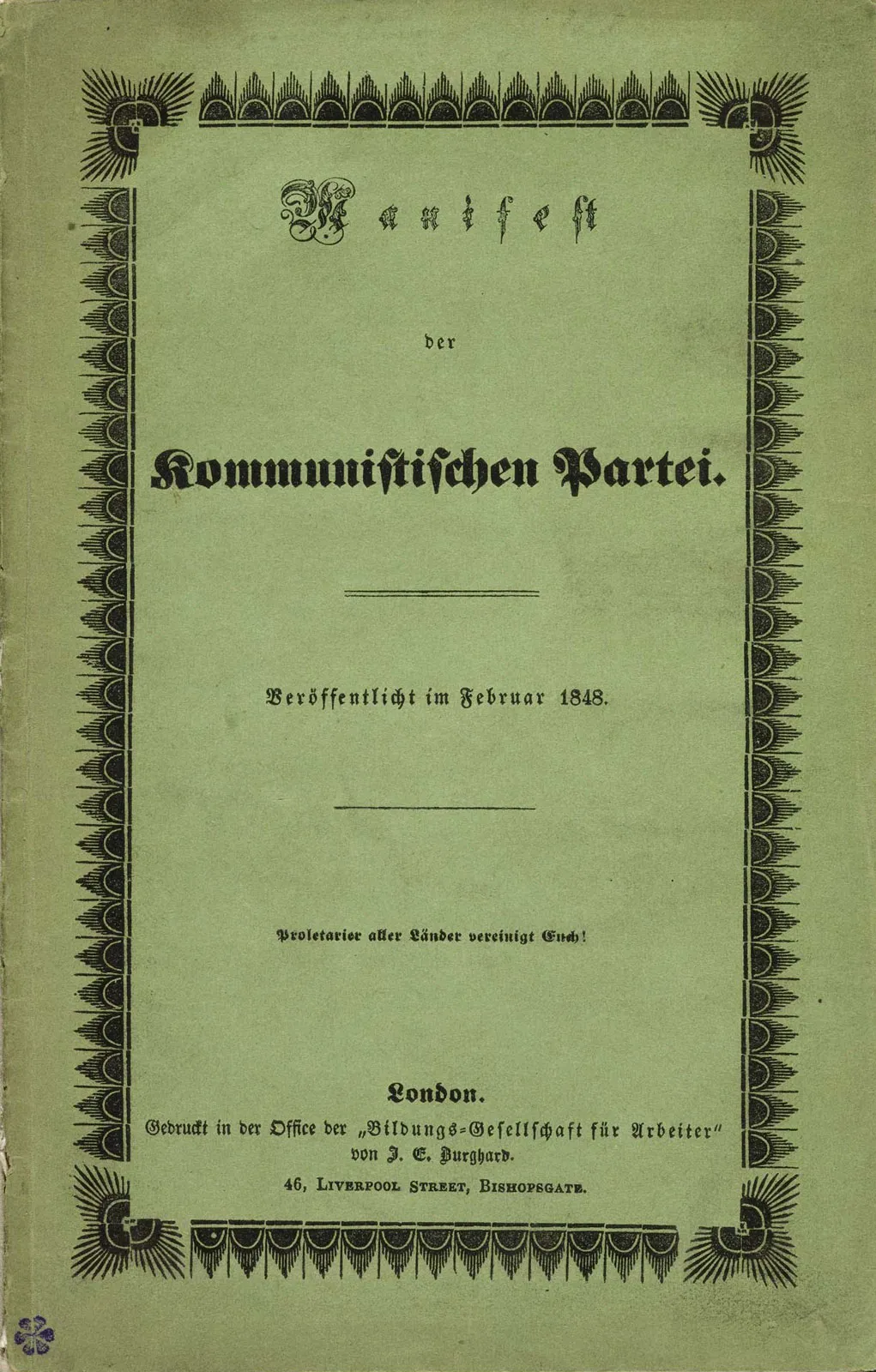
《共产党宣言》第一版，1848年在德国出版

1847年末，马克思和恩格斯开始为共产主义者同盟撰写行动纲领，这就是著名的《共产党宣言》。该宣言由二人合作撰写，于1847年12月至次年1月间完成，并于1848年2月21日首次出版。《共产党宣言》系统阐述了新成立的共产主义者同盟的理念。与过去的地下组织正义者同盟不同，共产主义者同盟不再隐匿其思想和意图，而是将其公之于众。《宣言》开篇便确立了马克思主义的核心观点： 「至今一切社会的历史都是阶级斗争的历史。」《宣言》进一步分析了马克思所谓的资产阶级（即富裕的资本家阶级）与无产阶级（即产业工人阶级）之间利益冲突所产生的对立。接着，它阐明了为什么在当时各路社会主义和自由主义政党中，唯有共产主义者同盟真正代表无产阶级利益、真正致力于推翻资本主义社会并代之以社会主义。
当年稍晚时，欧洲爆发了一系列抗议、起义乃至暴力动乱，这些事件后来统称为「1848年革命」。在法国，一场革命推翻了君主制，建立了法兰西第二共和国。马克思积极支持这一系列革命行动。此时，他刚从父亲那里继承了一大笔遗产，数额为6000或5000法郎（这笔遗产自1838年父亲去世后一直被马克思的叔叔利昂内尔·菲利普斯扣押）。据称，马克思将这笔钱中的三分之一用于给计划参与革命的比利时工人购置武器。尽管这一指控的真实性存在争议，比利时司法部仍因此判定马克思有罪，下令将他逮捕。马克思被迫逃回法国，希望新成立的共和政府能保障他的安全。

### 科隆时期：1848年—1849年
马克思在巴黎暂时安顿下来后，便着手将共产主义者同盟的行政总部迁往该市，又与当地的其他德国社会主义者一同创立了德国工人俱乐部。马克思希望能将革命传播至德国，于是他1848年返回科隆，开始在当地印发一份传单，题为《共产党在德国的要求》。在这份传单中，马克思只主张《共产党宣言》十条纲领中的四条，因为他认为，在德国当时的历史条件下，无产阶级若要推翻资产阶级，必须先让资产阶级推翻封建君主制与贵族制的统治。6月1日，马克思开始发行日刊《新莱茵报》，并用他之前继承的那笔遗产来维持这份报纸的运营。《新莱茵报》旨在从马克思主义的角度报道全欧洲的新闻事件，马克思是该报的主撰稿人兼主编。尽管共产主义者同盟的其他成员也参与了撰稿，但据恩格斯回忆，该报「实际上是马克思一手独揽」。
在主编《新莱茵报》期间，马克思和其他革命社会主义者经常受到来自警方的骚扰。马克思本人多次被告上法庭，罪名包括「侮辱首席检察官」、「新闻不端」，同时又因号召抵制纳税而被控「煽动武装叛乱」。但每一次他都被宣判无罪:238。与此同时，普鲁士的民主议会被强制解散，国王腓特烈·威廉四世组建了一个新内阁，内阁成员都是他的反动支持者。新内阁实行反革命政策，力图清除左翼和其他革命势力。因此，《新莱茵报》很快就被查封。1849年5月16日，马克思被下令驱逐出境。他随后回到巴黎，但此时的巴黎正处于反动势力反扑和霍乱疫情的双重打击之下。市政府也认为马克思构成政治威胁，很快就将他驱逐出城。此时，马克思的妻子燕妮正怀着他们的第四个孩子，而他们又无法返回德国或比利时。于是，马克思一家选择流亡伦敦。1849年8月，他们在伦敦申请政治庇护。

### 移居伦敦之后的创作：1850年—1860年
马克思于1849年初移居伦敦，他的余生都将在这里度过。共产主义者同盟的总部也随之迁往该市。然而，1849年至1850年冬，同盟内部爆发了一场严重的分歧：由奥古斯特·维利希和卡尔·沙佩尔起头的一派鼓吹立即发动起义。两人认为，只要同盟带头起义，欧洲各地的工人阶级就会「自发地」响应号召，从而在整个欧洲引发革命。对此，马克思和恩格斯坚决反对，认为这种毫无准备的起义是一种「冒险主义」，无异于自取灭亡。他们指出，像维利希和沙佩尔所主张的这种起义一经发动，就立即会被欧洲反动政权的军警迅速镇压，结果将是共产主义者同盟的彻底毁灭。马克思认为，社会的变革不能靠少数人的意志或激情一蹴而就，而是要建立在对经济条件的科学分析之上，在社会发展的不同阶段逐步推进革命。马克思认为，在目前的发展阶段——1850年前后，即1848年革命失败之后——同盟应该鼓励工人阶级在确保自身独立的前提下与新兴资产阶级中的进步力量联合起来，共同推翻封建贵族的反动统治，建立一个拥有自由选举的议会和男性普选权的宪政共和国。换言之，马克思认为，必须首先完成资产阶级革命的任务，再强调无产阶级的诉求，从而走向最终的无产阶级革命。
在这场几乎导致同盟解体的斗争中，马克思的观点最终胜出，维利希–沙佩尔派退出了共产主义者同盟。与此同时，马克思也积极参与德意志工人教育协会（German Workers' Educational Society）的活动。这是一个社会主义性质的协会，会议地点在伦敦市中心娱乐区苏豪区的大磨坊街。该协会同样陷入了内部分裂：一部分成员追随马克思，另一部分则追随维利希–沙佩尔派，分歧的焦点与先前共产主义者同盟内部的争执如出一辙。这场斗争以马克思的落败告终，他于1850年9月17日宣布退出该协会。

### 《纽约论坛报》与新闻事业
在定居伦敦的前几年，马克思几乎全身心投入学术研究，以至于他的家庭陷入了极度贫困。马克思一家主要的经济来源是恩格斯，而恩格斯的收入则来自他的资本家父亲。还在普鲁士时，马克思既是自家报纸的主编，又可以为其他意识形态相近的刊物撰稿，因而他能够与他的受众——即工人阶级——有效互动。而在伦敦，由于缺乏资金创办自己的报刊，马克思和恩格斯把目光转向了国际新闻写作。他们的文章一度被来自英国、美国、普鲁士、奥地利和南非的六家报纸刊登。其中，马克思的收入主要来自他从1852年到1862年间担任的《纽约每日论坛报》欧洲通讯员职务:17。此外，他也为一些更具资产阶级色彩的报纸撰稿。在最初的几年里，马克思还不熟悉英文，他的文章多由威廉·皮佩尔从德文翻译成英文，直到自己能够独立撰写英文文章。
《纽约每日论坛报》由霍勒斯·格里利创办于1841年4月。该报的编委会由一批进步的资产阶级记者和出版人组成，其中包括乔治·里普利和该报总编兼记者查尔斯·德纳。德纳是傅立叶主义和废奴主义者，也是马克思与《论坛报》的联络人。《论坛报》成为了马克思向大西洋两岸公众传播思想的重要渠道，例如他曾通过该报对经济学家亨利·查尔斯·凯里展开「隐蔽的斗争」。《论坛报》自创刊以来就广受工人阶级欢迎，每份报纸仅售两美分，价格低廉；每期发行量约五万份，是美国当时发行量最大的报纸之一:14。其社论的进步立场与反奴隶制主张也体现了格里利的政治理念:82。马克思为该报撰写的第一篇文章发表于1852年8月21日，主题是英国议会选举。
1857年3月21日，德纳通知马克思，由于经济衰退，《论坛报》每周只能支付一篇文章的稿酬，无论这篇文章是否发表，其余文章只有在成功发表后才会支付稿酬。此前，马克思通常在每周二和周五各投一稿。但到了当年10月，《论坛报》解聘了除马克思和贝亚德·泰勒之外的所有欧洲通讯记者，并让马克思的每周供稿量缩减一篇。从1860年9月至11月，仅有五篇文章得以发表。在中断了六个月后，马克思于1861年9月恢复供稿，直至次年3月。此时，德纳来信通知他，要他停止给《论坛报》供稿，因为美国国内事务日益紧迫，该报最近两个月只登载了马克思的两篇文章，无法再腾出位置刊登来自别国的报道。在为《论坛报》撰稿外，1857年4月，德纳还曾就《新美利坚百科全书》的编纂向马克思约稿。该项目由里普利发起，文章主要围绕军事史展开。该百科全书共计发表了67篇由马克思和恩格斯联合署名的文章，其中51篇由恩格斯主笔，尽管马克思也在大英博物馆中协助资料收集与研究。
到了1850年代末期，美国大众对欧洲事务的兴致逐渐消退，马克思的文章逐渐转向诸如「奴隶制危机」以及1861年爆发的美国南北战争等话题，写下了多篇针对美国内战的评论文字。在为报刊投稿之外，1851年12月至次年3月期间，马克思还撰写了他关于1848年法国革命的理论著作——《路易·波拿巴的雾月十八日》。这部著作围绕路易·波拿巴1851年发动的自我政变展开分析，探讨了作者在历史唯物主义、阶级斗争、无产阶级专政以及无产阶级革命推翻资产阶级国家等方面的核心思想。
1850年代与1860年代通常被认为是划分马克思前后期思想的重要分界线：前期的青年马克思尚未摆脱黑格尔唯心主义的影响；后期更为成熟的马克思建立了一套科学的意识形态，往往与后世所发展的结构马克思主义联系在一起。不过，并非所有学者都认可这一划分。对马克思和恩格斯而言，他们在1848–1849年革命中的经历，对于他们经济理论与历史发展论的形成起到了决定性作用。经历了1848年革命的失败后，马克思认为欧洲民众起初的革命热情已经消耗殆尽，除非爆发一次新的经济危机，否则革命将难以重新发动。也正因如此，马克思与其他共产主义者之间产生了冲突，马克思斥责对方是「冒险主义者」。他认为，那种主张仅凭「意志力」来创造革命条件的想法是不切实际的，经济条件才是革命的必要前提。尽管美国在1852年的经济衰退给了马克思与恩格斯一线革命的希望，但他们仍认为美国的经济条件还不具备资本主义革命的基础。同时，对美国西部的开发也缓和了社会矛盾。更为重要的是，美国的经济危机不会像欧洲那样产生「革命传递效应」，因为欧洲各国经济基本都是由国界限定的封闭独立系统。直到1857年美国爆发的金融恐慌席卷全球，这场危机才打破了当时所有的经济理论模型，成为了第一次真正意义上的全球性经济危机。

### 第一国际与《资本论》

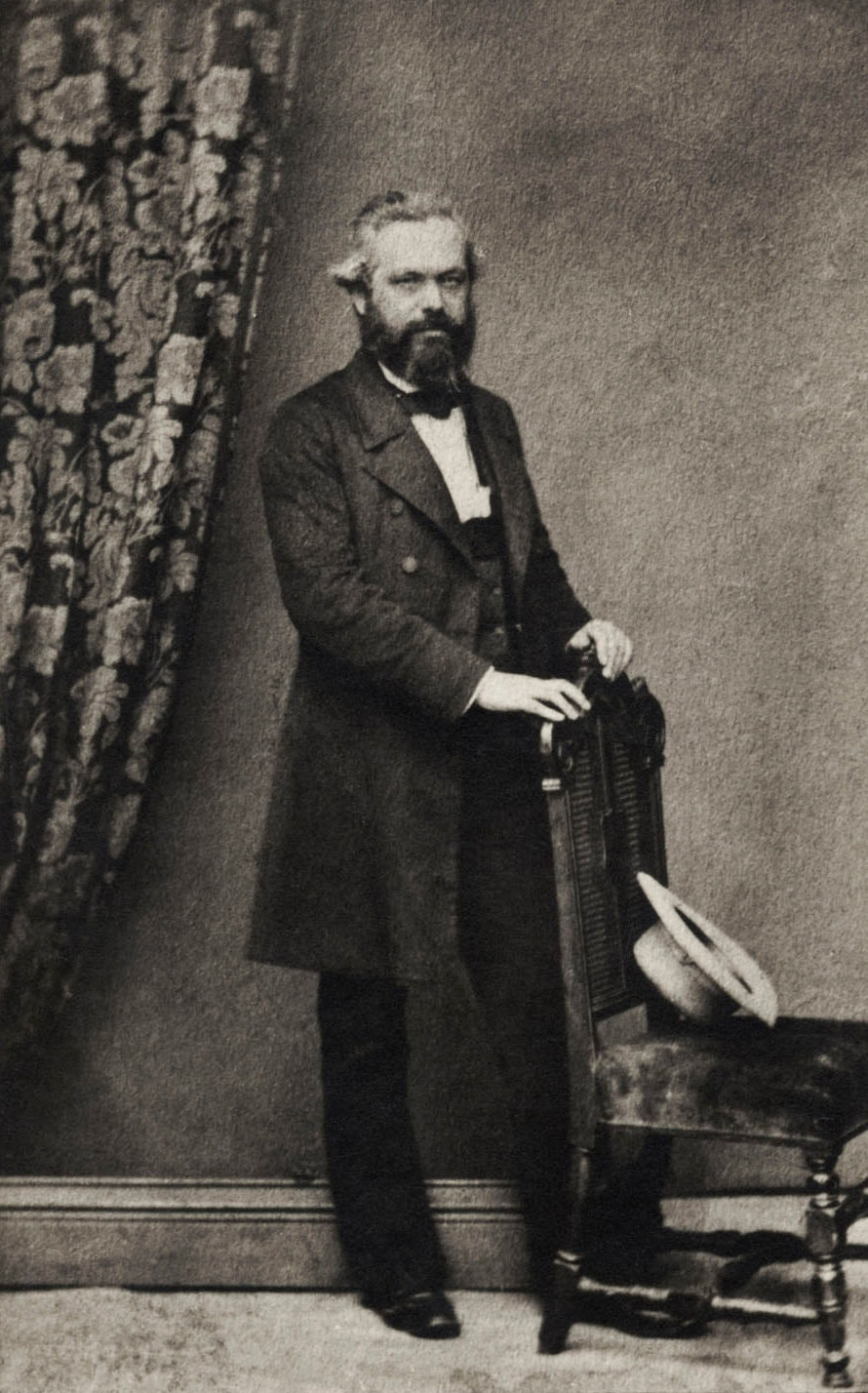
已知最早的马克思照片，1861年拍摄于伦敦

马克思继续为《纽约每日论坛报》撰稿，前提是该报的编辑方针仍然持进步立场。然而1861年年末，德纳总编离职，《论坛报》编辑部随之重组。新《论坛报》改变了政治立场，它不再是一份坚定拥护废奴主义的报纸，也不再拥护联邦国夺取南北战争的彻底胜利。相反，新编委会主张联邦国与联盟国立即停战媾和，同意南方联盟国保留奴隶制度。马克思对于《论坛报》的新立场极为反感，他认为这背离了正义与自由的原则。1863年，马克思被迫停止为《论坛报》撰稿。
1864年，马克思参与创立了国际工人协会（即第一国际），并在协会成立之初就当选为临时委员会成员。在第一国际内部，马克思卷入了与米哈伊尔·巴枯宁领导的无政府主义派系之间的斗争。这场路线之争以马克思一派的胜出告终。1872年，在马克思的支持下，第一国际的总部从英国伦敦迁往美国纽约。然而，这次转移导致了第一国际的衰落。第一国际存在期间最重要的政治事件是1871年的巴黎公社运动。当时巴黎市民起义反抗法国政府的统治，成功控制了该城市两个月。随后，政府军进行了血腥镇压。在这一背景下，马克思写下了他最著名的小册子之一《法兰西内战》，为公社正名。
面对工人革命与运动屡次受挫的现实，马克思开始转向更深入的理论研究，试图以更科学的方式分析资本主义生产方式。他花费了大量时间在大英博物馆的阅览室里研读相关资料。到1857年，马克思已经积累了800多页的笔记和短文，内容涵盖资本、土地所有制、雇佣劳动、国家、对外贸易和世界市场。这些材料直至1939年才首次以德文出版，书名为《政治经济学批判大纲》。
1859年，马克思出版了《政治经济学批判》，这是他首部批判政治经济学的严肃著作，原本的定位是作为未来三卷本《资本论》的前导读本。在《政治经济学批判》中，马克思开始系统性地批判传统经济学的基本公理与范畴。这部作品广受欢迎，初版很快销售一空。

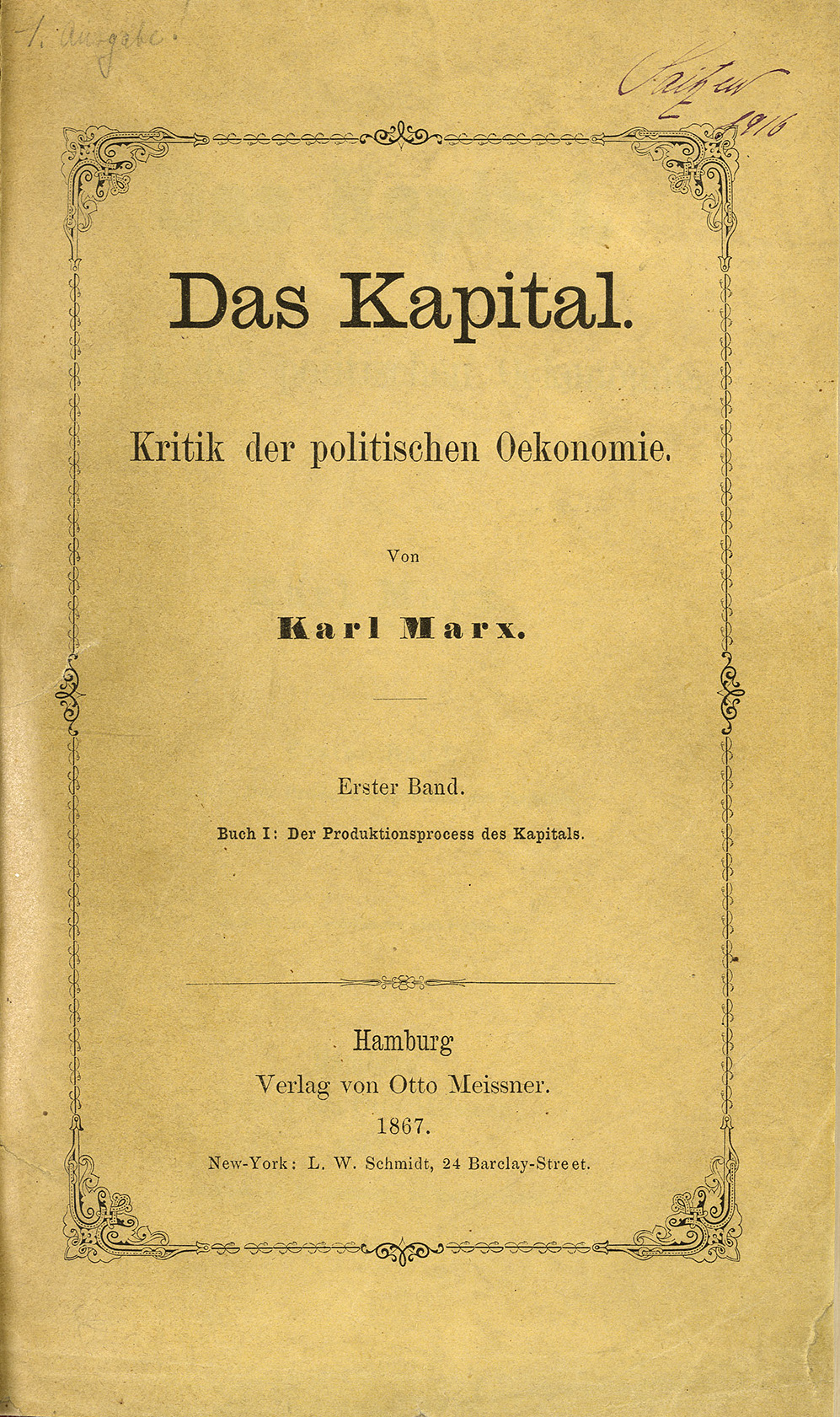
《资本论》第一卷

《政治经济学批判》的成功鼓舞了马克思，促使他在1860年代之初投入精力完成其毕生之作：三卷本《资本论》以及被后人视作《资本论》第四卷的《剩余价值理论》。1867年，《资本论》第一卷正式出版，该卷批判地分析了「资本」这一经济范畴。《资本论》第二卷和第三卷在马克思生前一直没有正式出版，马克思晚年一直在对手稿进行修改与完善。两卷皆由恩格斯在马克思逝世后整理出版。《资本论》第二卷标题为《资本的流通过程》，1885年7月出版；第三卷标题为《资本主义生产的总过程》，1894年12月出版。在整部《资本论》中，马克思成体系地探讨了雇佣劳动规模的扩大、生产场所的转型、资本积累与竞争、银行体系、平均利润率下降趋势规律、地租理论，以及雇佣劳动对资本关系的再生产等核心主题，通过分析资本积累的内在机制，揭示了生产方式从发端直至未来的「运动规律」。马克思认为，资本生产的根本驱动力是对剩余价值的追求，而劳动者未获支付的那部分劳动正是剩余价值的根本来源。

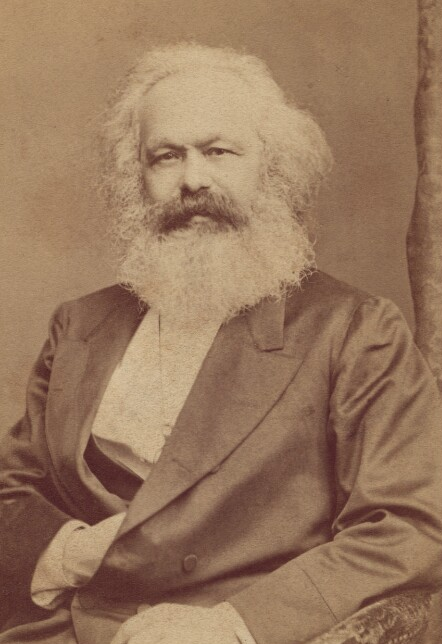
1875年的马克思

《剩余价值理论》是最早系统阐述经济思想史的重要文献之一，马克思在其中评析了过往的一众政治经济学理论家，尤其是亚当·斯密与大卫·李嘉图的经济学理论。该书源出马克思在1861年至1863年间撰写的内容庞杂的经济学手稿，这批手稿被视作《资本论》的第二稿。《剩余价值理论》是其中第六到第十五部笔记本以及第十八部笔记本的内容。恩格斯生前未能完成对该卷的整理，他晚年将这一任务托付给友人卡尔·考茨基。在编辑中，考茨基根据自己的认知对马克思的手稿进行了结构调整和一定程度的删改。1905年，该卷以《剩余价值理论》为题、《政治经济学批判遗稿》为副标题出版了第一、二分卷，1910年出版了第三分卷。1954年到1961年间，苏联根据马克思手稿的原序出版了该卷的俄文完整版，之后又在1956年到1962年间出版了这一版的德文版。

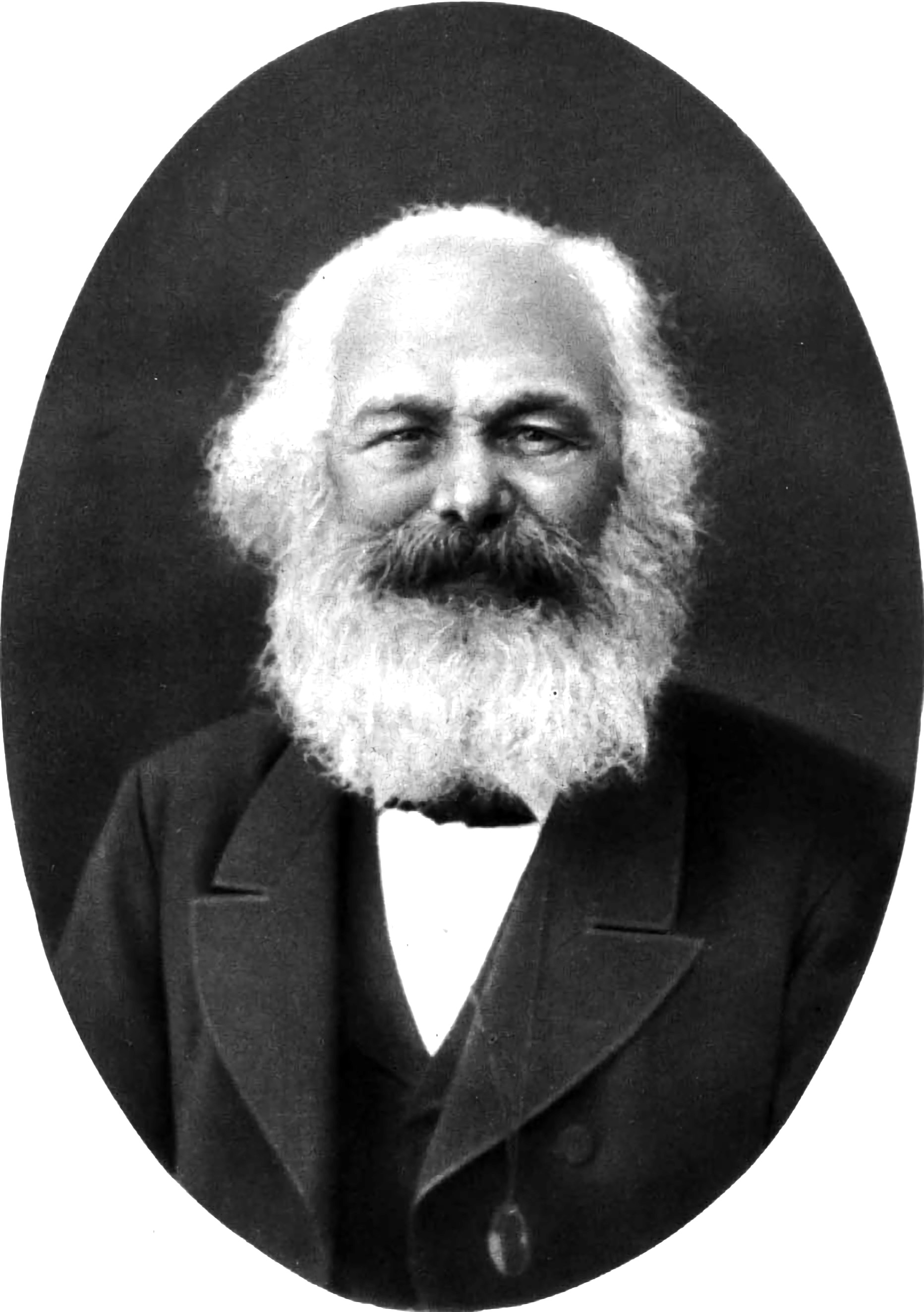
1882年4月時的馬克思。此時的他以評論時政爲主業

在马克思生命的最后十年，他的健康状况日益恶化，已经无法像从前那样持续进行深入的理论写作。不过，他仍坚持发表了不少颇具分量的时政评论，尤其是针对德国与俄国的局势。在《哥达纲领批判》中，马克思批判了他的追随者威廉·李卜克内西和奥古斯特·倍倍尔，两人为维持社会民主党的统一，意欲接受斐迪南·拉萨尔的国有社会主义主张。这部著作也因马克思的另一句名言而闻名于世：「各尽所能，按需分配。」
在1881年3月8日写给薇拉·查苏利奇的一封信中，马克思探讨了俄国绕过资本主义发展阶段、在村社土地公有制的基础上直接建立共产主义的可能性。马克思承认，这种村社「是俄国社会新生的支点」；但他同时也警告道，倘若要使村社成为绕过资本主义直通社会主义阶段的桥梁，则「首先必须肃清从各方面向它袭来的破坏性影响」。马克思认为，如果这些破坏性影响得以肃清，那么村社「自由发展所必需的正常条件」就有可能落实。在这封信的一份草稿中，马克思表达了他对人类学日益增长的兴趣，这份兴趣源自于他的一个信念：未来的共产主义将是对史前时代原始共产主义的一种更高形式的回归。马克思写道：
“农村公社”的这种发展是符合我们的时代历史发展的方向的，对这一点的最好的证明，是资本主义生产在它最发达的欧美各国中所遭到的致命危机，而这种危机将随着资本主义的消灭、随着现代社会的回复到古代类型的最高形式，回复到集体生产和集体占有而结束。——卡尔·马克思，《给维·伊·查苏利奇的复信草稿》，1881年3月
马克思还补充道：「原始公社的生命力比闪族社会、希腊社会、罗马社会以及其他社会，尤其是现代资本主义社会的生命力要强得多。」在去世前，马克思曾委托恩格斯将这些思想系统地整理出来。恩格斯于1884年发表了这部分内容，书名为《家庭、私有制和国家的起源》。

## 个人生活

### 家庭

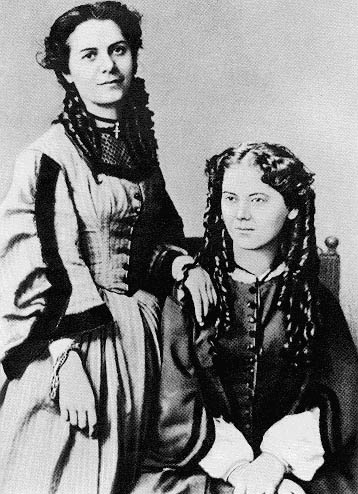
燕妮·卡罗琳和燕妮·劳拉·马克思，摄于1869年。马克思家的女儿都以燕妮为名，以纪念她们的母亲燕妮·冯·威斯特华伦

马克思与燕妮·威斯特华伦共育有七个子女，但由于伦敦恶劣的生活条件，只有三个孩子长大成人。马克思夫妇的子女分别是：燕妮·卡罗琳（Jenny Caroline，婚后姓龙格，1844–1883）、燕妮·劳拉（Jenny Laura，婚后姓拉法格，1845–1911）、埃德加（Edgar，1847–1855）、亨利·爱德华·盖伊（Henry Edward Guy，昵称「吉多」，1849–1850）、燕妮·伊夫琳·弗朗西丝（昵称「弗兰齐斯卡」，1851–1852）、燕妮·朱莉亚·爱琳娜（Jenny Julia Eleanor，1855–1898），以及一个1857年7月夭折的、尚未取名的孩子。据马克思的女婿保尔·拉法格回忆，马克思是一位慈爱的父亲。
女管家海伦·德穆特在马克思家庭中的地位也极为重要，她被视为马克思的知己。在恩格斯为她撰写的讣告中，德穆特的角色被描述为：「马克思同海伦·德穆特不仅商量困难而复杂的党的事务，甚至商量有关他的经济学著作问题。」1962年，有传言称马克思与德穆特有一私生子弗雷迪（Freddy）。但由于缺乏确凿的文献证据，这一传闻的真实性存在争议。
为摆脱当局的追踪，马克思经常使用化名，尤其是在租房时。在巴黎时，他化名「朗博兹先生」（Monsieur Ramboz）；而在伦敦时，他常用署名写信。马克思的朋友常称他为「摩尔人」（Moor），因为他肤色较深、头发黑而卷曲。他也鼓励孩子们叫他「老尼克」（Old Nick）或「查理」（Charley）。马克思也为家人和朋友取了许多昵称和化名，例如称恩格斯为「将军」（General）、称女管家海伦为「琳蘅」（Lenchen）或「尼姆」（Nym）。大女儿燕妮·卡罗琳昵称「中国皇帝奎奎」（Qui Qui, Emperor of China），二女儿劳拉昵称「白鹦鹉」（Kakadou）或「霍屯督人」（the Hottentot）。

### 健康
馬克思長期受健康問題困擾，他自己稱之爲「生存的悲慘境遇」。許多作家都曾嘗試分析其病因。傳記作者維爾納·布盧門貝格（Werner Blumenberg）將馬克思的健康問題歸因於他1849年患上的肝膽疾病，馬克思此後一直未能完全康復，而他不良的生活方式進一步加劇了病情。這些病症通常伴隨着頭痛、眼部炎症、頭部神經痛以及風溼性疼痛。到了1977年，他出現了嚴重的神經紊亂，不得不依靠鎮靜藥物對抗隨之而來的長期失眠症。
過度的夜間工作和不健康的飲食習慣加劇了馬克思的病情。馬克思偏好重口味的食物，如醃製魚類、魚子醬、醃黃瓜等，「這些都不適合肝病患者」；他還嗜好葡萄酒、烈酒，同時大量抽菸——「由於囊中羞澀，抽的通常是劣質雪茄」。自1863年起，馬克思經常抱怨自己身上的癤腫：「這在肝病患者中很常見，而且誘因可能都相同。」這些膿腫有時嚴重到讓他無法坐直或伏案工作。據布盧門貝格所述，馬克思的易怒也常見於肝病患者：
疾病加剧了他性格中的某些特质。他言辞犀利，讽刺尖刻，常不避人身攻击，措辞甚至粗鲁残忍。尽管马克思对最亲密的朋友怀有盲目信任，但他也承认自己有时过于多疑，对朋友不够公正。他对敌人，甚至对朋友的评价都极为苛刻，哪怕是性格不敏感的人也会因此受伤。……恐怕很少有人没被他如此批评过，……连恩格斯也未能例外。
據普林斯頓大學歷史學家傑羅爾德·西格爾稱，馬克思在青少年時期可能患有肺炎或胸膜炎，這種疾病的後遺症使他免於普魯士的兵役。後半生撰寫《資本論》期間（他終其一生也未能完稿），馬克思飽受三種疾病的困擾。首先是可能來自家族遺傳的肝病，過度勞累、不良飲食和缺乏睡眠加重了這一病情；第二是眼部炎症，主要誘因是夜間過度工作； 第三是反覆發作的癰疽或癤腫，「很可能是由身體虛弱引起，而馬克思飲酒、吸菸、不良飲食、睡眠不足等生活方式都是造成這種虛弱的原因。恩格斯曾多次勸告馬克思改變這種危險的生活方式」。根據西格爾的觀點，馬克思之所以甘願犧牲自己的健康，可能源於他對自我中心和利己主義的一種內疚感，這種內疚感最初是在他成長過程中由他的父親帶來。
2007年，英國紐卡斯爾大學皮膚病學家薩姆·舒斯特（Sam Shuster）對馬克思的病症進行了回顧性診斷。舒斯特認爲，馬克思病症最有可能的解釋並非傳統觀點的肝病，而是化膿性汗腺炎，這是一種由頂泌汗腺導管堵塞引發毛囊感染所致的復發性感染性疾病。舒斯特指出，化膿性汗腺炎會給病人帶來強烈的心理困擾，包括自我厭惡、羞恥、形象受損、情緒低落以及整體幸福感的下降。舒斯特稱在馬克思的信件中找到了有關此類負面情緒的「大量證據」。他猜想這種疾病引發的心理困擾是否可能影響了馬克思的學術研究，甚至在他異化理論的形成過程中起到了一定作用。

### 逝世

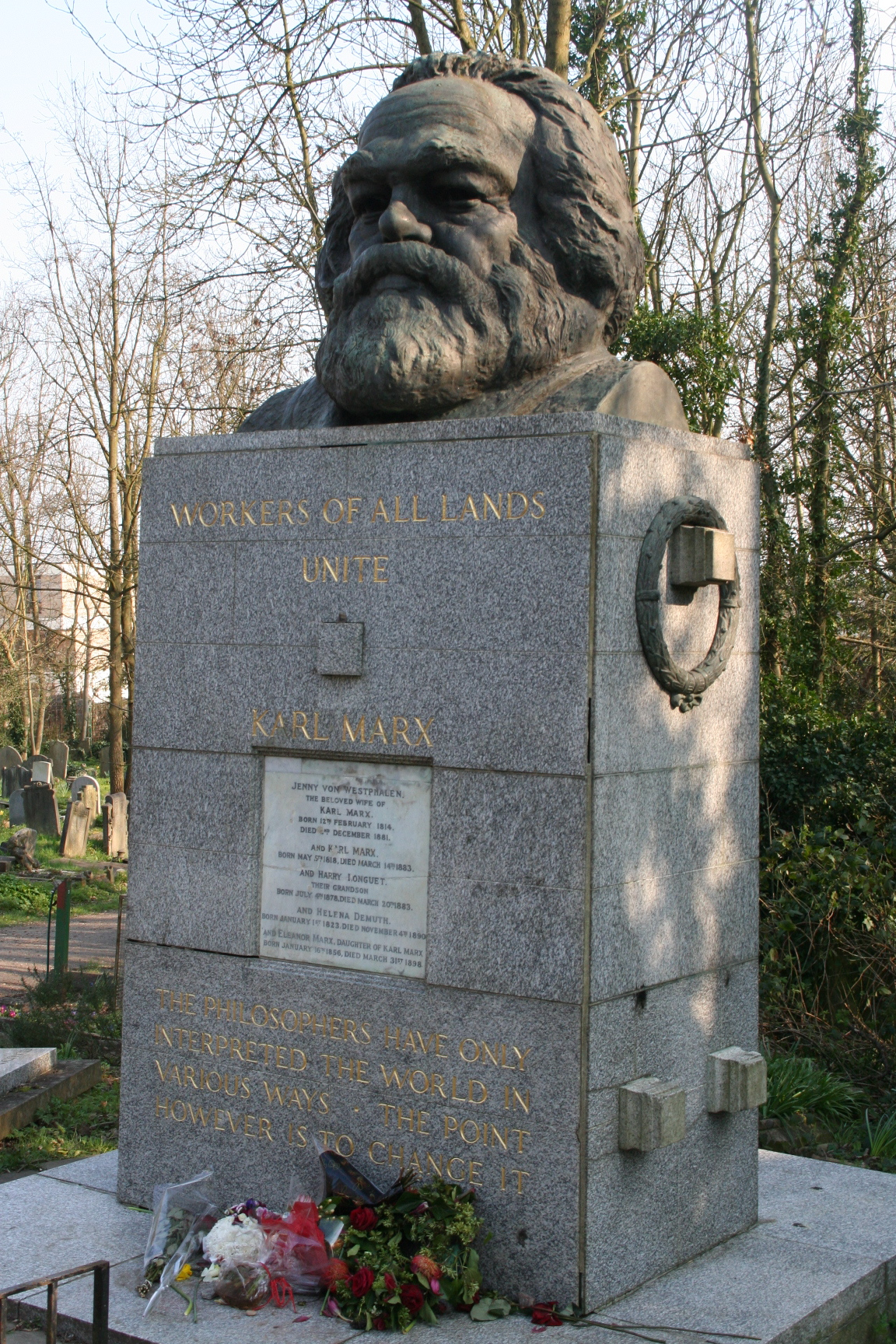
位於倫敦海格特公墓東區的馬克思墓。

1881年12月妻子燕妮去世后，马克思患上了卡他性炎。在生命的最后15个月里，他的身体状况一直欠佳。炎症最终引发了致命的支气管炎和胸膜炎。1883年3月14日，马克思病逝于伦敦，终年64岁，去世时他是一名无国籍人士。17日，马克思在伦敦的亲友将他的遗体安葬在海格特公墓东区，这片墓区专门为不可知论者和无神论者留存。据弗朗西斯·惠恩记载，出席葬礼的悼念者有九至十一人。根据对当时资料的研究，葬礼的出席者中，具体姓名可考的有十三人：弗里德里希·恩格斯、爱琳娜·马克思、爱德华·艾威林、保尔·拉法格、夏尔·龙格、海伦·德穆特、威廉·李卜克内西、戈特利布·莱姆克、弗里德里希·列斯纳、格奥尔格·罗赫纳、雷·兰克斯特爵士、卡尔·肖莱马和厄内斯特·雷德福。当时一份报纸的报道称，参加葬礼的亲友有二十五至三十人。
《图画报》的一位撰稿人写道：
由于一场奇怪的疏忽，……他的死讯迟了两天才发布，而且最初竟被误传为发生在巴黎。次日，巴黎方面才予以更正；而当他的朋友与追随者急忙赶往他在哈弗斯托克山的住所，想了解葬礼的时间与地点时，却得知他已入土为安。若非这般保密与匆忙，他的墓前本应举行一次盛大的群众纪念活动。
马克思尚在人世的两个女儿爱琳娜和劳拉，以及他的两个女婿——法国社会主义者夏尔·龙格与保尔·拉法格——也出席了他的葬礼。马克思几位最亲密的朋友在葬礼上发表了悼词，其中包括威廉·李卜克内西和弗里德里希·恩格斯。恩格斯在悼词中说道：
3月14日下午两点三刻，当代最伟大的思想家停止思想了。让他一个人留在房里总共不过两分钟，等我们再进去的时候，便发现他在安乐椅上安静地睡着了——但已经是永远地睡着了。
威廉·李卜克内西作为德国社会民主党的创始人及领袖，用德语发表了悼词；夏尔·龙格作为法国工人运动的重要人物，用法语作了简短发言。葬礼上还分别宣读了来自法国工人党巴黎联合会和西班牙工人党马德里联合会的唁电。连同恩格斯的悼词，这些环节构成了整场葬礼的全部仪式。出席葬礼的非亲属人士还包括马克思的三位共产党同僚：弗里德里希·列斯纳，他曾因1852年科隆共产党人案被判监禁三年；格奥尔格·罗赫纳，恩格斯称其为「共产主义者同盟的老成员」；卡尔·肖莱马，曼彻斯特欧文斯学院化学教授、英国皇家学会成员、共产主义活动家，曾参与1848年巴登革命。还有一位出席者是英国动物学家雷·兰克斯特，后来成为知名学者。
马克思留下的个人遗产在遗嘱认证中估值为250英镑，折合2024年的38095英镑。恩格斯1895年去世时，将自己巨额遗产中的「相当一部分」留给了马克思尚在人世的两个女儿，其价值约合2024年的680万美元。
1954年11月，马克思及其家人被重新安葬于附近的一块新墓地。新墓于1956年3月14日揭幕，墓碑上镌刻着马克思的两句名言，分别是《共产党宣言》的最后一句：「全世界无产者，联合起来！」以及由恩格斯校订本《关于费尔巴哈的提纲》的第十一条：「哲学家们只是用不同的方式解释世界，而问题在于改变世界。」大不列颠共产党出资修建了一座纪念碑，上面矗立着由劳伦斯·布拉德肖雕刻的半身像。相比之下，马克思墓的旧址仅有简陋的装饰。
知名马克思主义历史学家埃里克·霍布斯鲍姆曾评论道：「不能说马克思死的时候是个失败者。」尽管马克思生前未能在英国吸引大批追随者，但他的著作已经开始在德国与俄国的左翼运动中产生影响。在他去世后的25年内，欧洲大陆已有多个社会主义政党承认马克思主义对其政治理念的影响，它们已在代议制民主选举中取得显著进展。

## 思想

### 思想渊源
馬克思的思想也受到許多思想家的影響，這包括有：
- 格奧爾格·威廉·弗里德里希·黑格爾哲學[229]。
- 亞當·斯密和大衛·李嘉圖的古典政治經濟學[230]。
- 以讓-雅克·盧梭、克勞德·昂列·聖西門、皮耶-約瑟夫·普魯東、夏爾·傅立葉等社會主義人士為主的法國左派（英语：French Left）思想[230][231][232]。
- 早期德國以路德維希·安德列斯·費爾巴哈和布魯諾·鮑威爾為首的唯物主義之青年黑格爾派，和18世紀後期以德尼·狄德羅、克洛德·阿德里安·愛爾維修和保爾·霍爾巴赫為首的法國唯物主義哲學[233]。
- 弗里德里希·恩格斯對於工人階級的分析[234]，同時早期還受到弗朗索瓦·基佐和奥古斯丁·蒂埃里（英语：Augustin Thierry）等法國自由主義者和圣西门主义者的影響。

歷史學者經常把馬克思的觀點稱作歷史唯物主義，不過一些批評認為恩格斯和列寧將其哲學改編成辯證唯物主義。其中馬克思肯定黑格爾的說法，認為應當對於作為現實的歷史影響力透過辯證法驗證。然而黑格爾作為唯心主義者而把思想列為最重要之物，而本人是唯物主義者的馬克思則改變原本辯證法的前提，主張物質觀念的首要地位。其中黑格爾認為「絕對精神」的存在掌握了歷史進程，不過馬克思則認為此舉是不必要的神秘化，試圖模糊人類和其物理行為改變世界的現實。對此他寫道黑格爾顛倒了原本現實中的行動，因此需要重新訂立基礎建構之。儘管馬克思不喜歡在一些著作中使用哥德小說式的神祕術語，不過在《資本論》中他仍然指稱資本主義為「勞動產品拜物教」。
雖然馬克思的靈感來自法國社會主義和社會學思想，但是他也批判當時的空想社會主義支持者；其中他認為空想社會主義者青睞小規模的社會主義社會，反就導致其被邊緣化並且面臨貧困問題，對此馬克思認為只有大規模變革經濟體系才可以帶來真正的變化。另外恩格斯在1844年的著作《英國工人階級狀況》也大大影響馬克思對於黑格爾思想的詮釋，從而導致馬克思透過歷史辯證法而設想出階級鬥爭衝突，並且認為現代工人階級作為革命最為進步的力量。馬克思認為在學習歷史和社會科學後將能夠洞悉歷史發展，進而發現推動發展結果的社會矛盾因素；也因此馬克思的一些追隨者做出結論，認為共產主義革命將必定會發生。但是馬克思在《關於費爾巴哈的提綱》第十一條中提到他著名的「哲學家們只是用不同的方式解釋世界，問題在於改變世界。」名言，仍然認為必須要實際付出行動以改變世界。

### 哲学思想与社会理论
马克思被誉为「首位在社会科学中使用批判方法的伟大人物」。这一评价源自于他在著作中频繁使用论战式批判来评析其他思想家的观点。马克思对思辨式的哲学持批判态度，将形而上学等同于意识形态。通过这种方法，他力图将研究中的关键发现从意识形态偏见中剥离出来，这使得他有别于同时期的一众哲学家。

#### 人性论
从根本上讲，马克思认为人类历史是「人类本性不断改变」的过程。「人性」不仅包括人本身，还包括与人相关联的物质对象。人认识到自己既有「现实的自我」，也有「潜在的自我」。对马克思和黑格尔而言，自我发展的起点来自这种「我和我的潜在可能之间」的内在异化体验。接下来，人会意识到：作为主体的「实际的自我」将「潜在的自我」当作一个「客体」去把握、理解和追求。马克思进一步认为，通过按自己的需要改造自然（包括物质生产、社会生产），主体就能把原本外在的「客体」化为己有，从而使自己真正成为一个完整的人。在马克思看来，人性（亦即「类本质」）不是先天给定的，而是在生产劳动和社会实践中不断形成、发展和实现的。
马克思关于“有意义的劳动”的核心观点是：主体（人）要想真正与那个「异化了的客体」建立关系，必须首先对自己世界中真实、物质的对象施加影响。马克思承认，黑格尔「抓住了劳动的本质」，并理解到「客观的人」（即通过与世界的关系而确立的真实的人）是自身劳动的结果；但他同时认为，黑格尔这种自我发展观过于「精神化」和抽象。因而，马克思在此处与黑格尔分道扬镳。马克思强调：「说人是肉体的、有自然力的、有生命的、现实的、感性的、对象性的存在物，这就等于说，人有现实的、感性的对象作为自己的本质即自己的生命表现的对象；或者说，人只有凭借现实的、感性的对象才能表现自己的生命。」因此，马克思对黑格尔理论加以改造，为原本偏精神的「劳动」概念赋予物质性的内涵；又在讨论人类改造自然的能力时，引入了「劳动力」的概念。

#### 劳动、阶级斗争与虚假意识
至今一切社会的历史都是阶级斗争的历史。——卡尔·马克思，《共产党宣言》，1848年2月

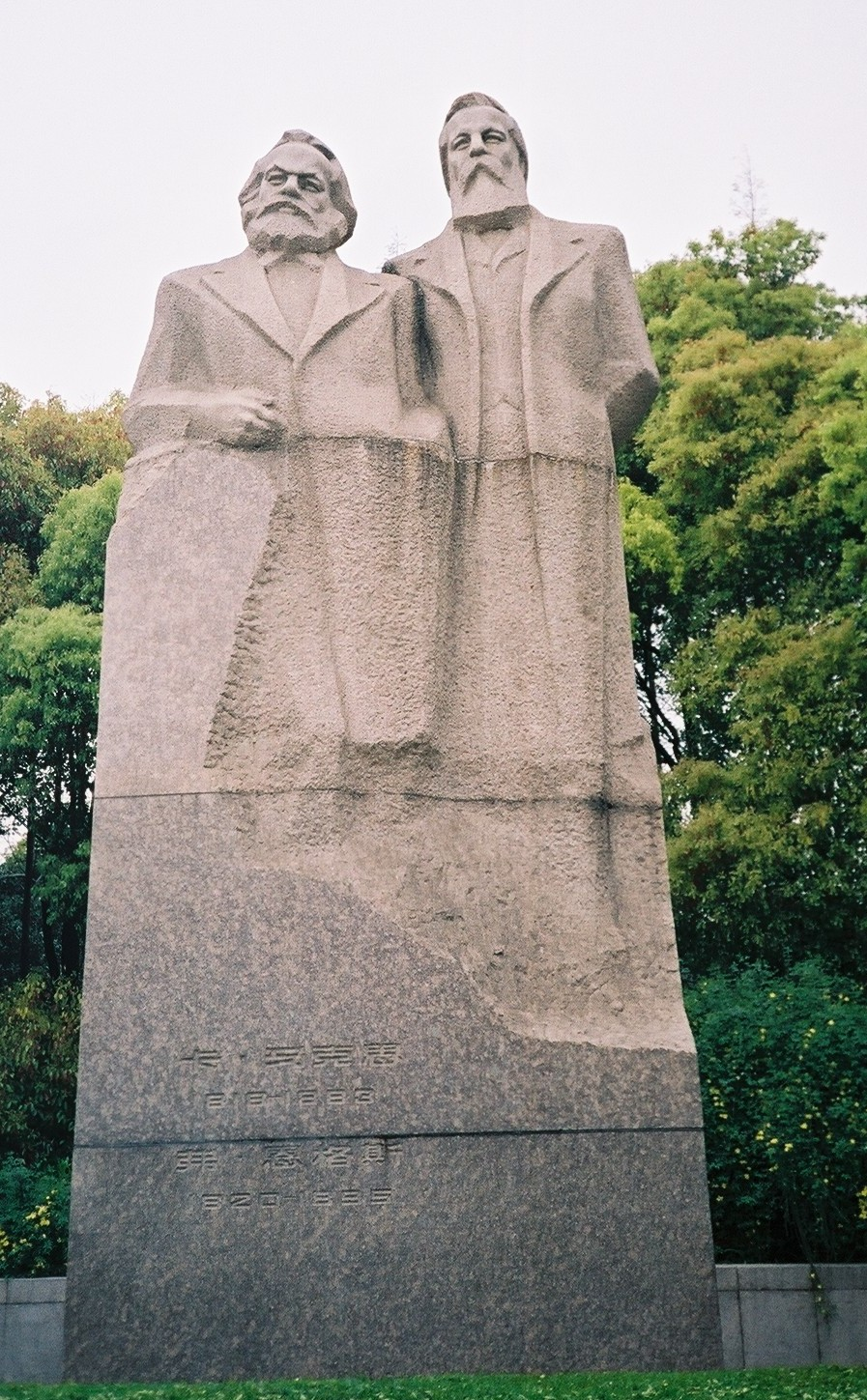
中国上海的马克思恩格斯纪念像

如同托克维尔曾描述过那种没有明确专制者、面目模糊的软性官僚专制一样，马克思也打破了古典思想家拘泥于「单一暴君」的固见。与孟德斯鸠探讨「单一专制者的本性」不同，马克思转而分析「资本的专制」，并逐步揭示资本主义社会如何戕害人性的发展。马克思特别关心「人们如何对待自己的劳动力」，他在「异化」问题上对此进行了大量论述。和对辩证法的处理一样，马克思最初借用黑格尔的「异化」概念，但他发展出了一个更唯物主义的理解。资本主义通过商品交换来调节生产关系（例如工人之间、工人与资本家之间的关系），而商品不仅包括物质产品，也包括劳动力。在马克思看来，一个人可能会放弃对自己劳动力的所有权——也就是放弃对自己改造世界的能力的控制，这就等同于与自己的人性（类本质）相异化。这不仅是经济上的损失，更是精神的丧失。马克思把这种丧失描述为「商品拜物教」。在商品拜物教中，人们生产出来的商品似乎有了独立的生命与运动规律，而人及其行为反而被迫去适应商品的要求。
商品拜物教就是恩格斯所说的「虚假意识」的一个例子，这与意识形态的理解密切相关。马克思和恩格斯话语中的意识形态是指：在特定历史时期反映特定阶级利益的思想，但生活在当时的人会把这些思想看作是普遍且永恒的真理。马克思和恩格斯指出，这类观念充其量只是半真半假，并不能揭示全部真相；更重要的是，这些观念具有重要的政治功能——它们被用来维护统治阶级的利益。换言之，一个阶级对生产资料的控制，不仅包括对粮食、工业制品等物质生产的控制，还包括对思想生产的控制——这可以解释为什么被压迫阶级的成员有时会持有与自身利益相违背的观念。

#### 宗教论
馬克思認為類似的虛假意識還有像是對宗教等事物的分析，其中馬克思於1843年的著作《黑格爾法哲學批判》序言中提到：
| “ | 宗教裡的苦難既是現實的苦難的表現，又是對這種現實的苦難的抗議。宗教是被壓迫生靈的嘆息，是無情世界的感情，正像它是沒有精神的制度的精神一樣。宗教是人民的鴉片。廢除作為人民幻想的幸福的宗教，也就是要求實現人民的現實的幸福。要求拋開關於自己處境的幻想，也就是要求拋開那需要幻想的處境。 | ” |

儘管馬克思在文理中學的畢業論文表示宗教其主要目的是促進社會有機團結，不過之後他則轉向指出宗教的社會功能在於凸顯和維護政治和經濟現狀的各方面不平等。

### 社會體制
對於虛假意識隨著時間的經過便成為社會意識而成為制約人類活動的客觀力量，馬克思亦認為意識會隨著外在因素的演變而改變，人類社會本身就是在類似的思想改變中持續進化著。對此他把黑格爾的辯證思維與自己的唯物主義予以整合，自行發展出獨特的歷史唯物主義。其中馬克思相信經過時間的演進，人類將因為無產階級思想而徹底解放，進而完成對人本質的真正占有；在這之後人類的生產模式隨之改變並且發展成為自由王國，全人類進入「各盡所能、各取所需」的共產主義社會。對此馬克思將哲學的開端與人的本性結合，並且認為哲學本身應該是不可被挑戰的真理，透過正確的哲學能有效帶領無產階級脫離矛盾社會的惡性循環以獲得解放。其中馬克思在《黑格爾法哲學批判》序言中提到：
| “ | 德國人的解放就是人的解放。這個解放的頭腦是哲學，它的心臟是無產階級。哲學把無產階級當做自己的物質武器，同樣地，無產階級也把哲學當做自己的精神武器。 | ” |

馬克思將勞動視為其首要探討的議題，並且強調經濟關係能夠確定過去、現在和未來的社會發展。其中馬克思認為資本積累塑造社會體系，同時社會變遷則是由於彼此對立的利益衝突而驅動的，而在背後最為重要的運作者即為經濟力量，這論點後來更成為許多衝突理論著作內容的出發點。在馬克思所觀察到的歷史進化過程中，他認為世界歷史一開始源自於自由、生產性和創造性的工作，但是隨著時間的進展開始受到控制和非人性化對待，這種趨勢在資本主義制度中更為明顯。馬克思指出這並非特意安排的過程，相反地任何個人甚至國家都無法違背經濟的力量。
同時社會組織取決於生產資料，這包括有土地、天然資源、技術、生產必要的物質商品和生產關係等等，換言之社會關係源自於人們獲得並且投入生產資料中。這些元素共同構成生產方式，而馬克思以生產方式的不同區分歷史各個時期。馬克思並且進一步區分出以經濟體制為主的下層建築，以及包含文化和政治制度的上層建築。同時馬克思認為經濟為首的下層建築和社會為首的上層建築間如果發生衝突的話，將會造成社會混亂並且成為後續衝突的開端。其中社會中長期的階級變動發展，便源自於剝削階級對勞動人民剝削的程度以及勞動人民對剝削階級依附的具體方式的變化。但儘管馬克思對於資本主義予以批判，並且針對應當取代資本主義的共產主義社會提出相關討論，不過馬克思對於資本主義的批判仍然極為謹慎，因為他認為與過去社會上的奴隸制度和封建制度相比，资本主义改良了許多缺失。馬克思也從來沒有明確地討論有關道德和公平正義等問題，儘管學者們一致認為他的著作中仍蘊涵著這些概念的討論。

### 資本主義
馬克思對於資本主義持負面看法，一方面馬克思是19世紀對於資本主義系統其非人性化性質予以最深層批判者，並且具體指出資本主義的特徵包括有異化和剝削等問題，並且經常且週期性地陷入經濟蕭條而導致大規模失業；但是另一方面資本主義還是具有進步特徵，其中馬克思便指出資本主義具革命化、工業化和普世發展、成長與進步等層面，而實際上當時資本主義便已經推動工業化、城市化、技術變革、提高生產率、經濟增長、理性思維和科學革命等影響。馬克思認為資本家階級是歷史上最具革命性的階級，因為它不斷地改進生產手段而遠遠超過歷史上任何階級，同時還主導推翻封建制度並促使社會朝向資本主義發展。資本主義本身可以大大促進成長，原因在於資本家可以透過投資新技術與機器而獲利，並且再度投資以獲得更多利潤。
過去國家社會的經濟往往視為該國家社會的勞動力，但馬克思認為此一觀點被資本主義扭曲，進而認為在資本主義架構下勞動力已經成為一種消耗性的日用品。其中傳統商人藉由轉手買賣以賺取商品的差價，而資本家則是透過勞動力市場和商品市場間的價格差異賺取利潤。馬克思指出每一個成功的產業其投入的單位成本都較輸出的單位成本還要來得低，並且將這兩者的差異稱作「剩餘價值」。對此他認為剩餘價值源自於剩餘勞動力，也就是維持工人生存的成本和工人生產的產品間的差異。進一步地說資本家透過壓榨勞工的方式，藉由降低製造成本來賺取利潤，而在資本主義社會任何事物都能夠透過生產取得。也因此隨著勞工的成本越趨便宜、資本家的利潤也就越高，而資本家為了賺取更大的利潤將會盡可能降低勞工成本以博取最大的利益。因此根據馬克思的想法，當資本家唯一關心的是如何用最低成本養活勞工來從事勞動生產工作，勞工的待遇自然也就不是資本家所會關心的問題。
從馬克思對於資本家的描述可以見到其所塑造的資本主義兩種面向，儘管馬克思承認資本主義是歷史上最具生產力的社會結構，同時他亦認為資本主義最大的缺陷在於勞工遭到日用品化，進而異化了無產階級勞工本身的人類特質。但在批評資本家透過將勞工視為機器賺取利益的同時，馬克思也指出獲取利益本身並非不公正的行為，同時資本家自身也無法對抗整個制度框架。對此他認為資本主義的真正問題源自於資本本身的缺陷，其中並非原本關於財產和設備間的所有問題，而是一般工人與所有者間架構的經濟體制關係。同時馬克思也提到資本家為了更大化生產力與利潤，勢必隨著時間的進展投資更多的金錢與資源在新的科學技術研發上，並且逐漸減少勞動人力的投入。
由於馬克思認為從勞動力取得的剩餘價值是資本家的利潤來源，這一方面意味著勞工的利益將因為科技的進步而遭到貶低，但是另一方面也代表著即便經濟成長仍然會使得利潤率往後將會下降。這使得馬克思最終推論出其所強調的資本主義本身並不穩定論點，並且表示該制度容易出現週期性的經濟危機。馬克思認為隨著週期時間的增長和伴隨而來的重複崩潰，持續性地景氣循環將會使得經濟危機日益嚴重。此外他認為從長遠角度來看，這過程必然讓資本家階級獲得利益和權力，相對地無產階級則持續處於貧困狀態。其中在《共產黨宣言》第一節中，馬克思描述了封建制度、資本主義、以及內部角色矛盾所造就的社會歷史發展：
| “ | 由此可見，資產階級賴以形成的生產資料和交換手段，是在封建社會裡造成的。在這些生產資料和交換手段發展的一定階段上，封建社會的生產和交換在其中進行的關係……一句話，封建的所有制關係，就不再適應已經發展的生產力了。這種關係已經在阻礙生產而不是促進生產了。它變成了束縛生產的桎梏。它必須被炸毀，而且已經被炸毀了。起而代之的是自由競爭以及與自由競爭相適應的社會制度和政治制度、資產階級的經濟統治和政治統治。現在，我們眼前又進行著類似的運動。……社會所擁有的生產力已經不能再促進資產階級文明和資產階級所有制關係的發展；相反，生產力已經強大到這種關係所不能適應的地步，它已經受到這種關係的阻礙；而它一著手克服這種障礙，就使整個資產階級社會陷入混亂，就使資產階級所有制的存在受到威脅。 | ” |

### 階級鬥爭
馬克思認為在人類歷史上，科技的進步提高了勞動生產率，從而讓剩餘生產物增多而使得人類有可能在自身中實行腦體分工。這種分工一方面大大促進了生產力的發展和文明的進步，使人類從原始社會的階段發展進入文明時期；另一方面腦體分工本身就是最初階級劃分的基礎，由於分工和私有制而出現了壟斷精神生產的剝削階級分子與承擔全部體力勞動的勞動階級，兩者處在根本利益上相互對抗的關係中，人類自此進入階級社會。馬克思認為人類歷史發展的階段中階級鬥爭無法避免，而階級鬥爭本身就構成了人類歷史發展的推動力量。只有聯繫生產力發展以及由生產力決定的社會關係結構的變化，才能徹底解決階級鬥爭的問題。其中在《共產黨宣言》中提到：「全世界無產者，聯合起來！代替那存在著階級和階級對立的資產階級舊社會的，將是這樣一個聯合體，在那裡，每個人的自由發展是一切人的自由發展的條件。」
馬克思在其階級理論中特別強調階級屬於經濟範疇，現代階級關係的產生源於勞動者將自己的生產資料分離，但階級的產生又會在文化、宗教等領域出現與其他階級利益衝突的狀態，因此階級有時候可視為社會範疇看待。馬克思認為人類社會的階級關係從早期的簡單走向複雜，然後又走向現代社會的簡單化。同時他指出講究功利的資本主義社會必然發生階級的對立，而和平式的協商辦法無法完全解決階級間的對立。因此在進入共產主義之前，無產階級將進行短暫的無產階級專政，透過多層面的革命以盡可能重新分配社會資源，也因此普遍認為馬克思並不反對暴力革命。其中馬克思認為無產階級大多遭到資本家剝削，不過部分人認為無產階級經過某種方式取得政權後會轉化成資產階級，認為馬克思就階級轉化的情況並沒有提供足夠的理論解釋。
根據馬克思的歷史唯物主義，他意識到資本主義的種種現象是階段性的演變，其中資本主義將自我毀滅、而無產階級則因為思想的解放而逐漸取代資產階級，其過程就如同封建社會末期資產階級推翻王室貴族階級般。馬克思認為此時勞動人口將成為主角而帶動國家經濟的發展，其中如果無產階級必須獲得生產資料，並將鼓勵社會關係朝向能夠使所有人受益、廢除剝削階級以及引進較少壓迫的生產制度，進而避免週期性的經濟危機發生。而馬克思在著作《德意志意識形態》中認為資本主義會最終會因為國際工人階級有組織的行動而遭到取代：
| “ | 共产主义对我们说来不是应当确立的状况，不是现实应当与之相适应的理想。我们所称为共产主义的是那种消灭现存状况的现实的运动。这个运动的条件是由现有的前提产生的。 | ” |

### 政治制度
基於對於資本主義的種種分析，馬克思認為無產階級應當團結。同時他也認為資本主義內部的結構性矛盾將使得其自行瓦解，取而代之的則會是社會主義、後資本主義或者是共產主義社會。其中在《共產黨宣言》中便提到：「隨著大工業的發展，資產階級賴以生產和佔有產品的基礎本身也就從它的腳下被挖掉了。它首先生產的是它自身的掘墓人。資產階級的滅亡和無產階級的勝利是同樣不可避免的。」儘管資本主義社會監督城市化、工人階級、無產階級等各種層面，甚至如同馬克思在《法蘭西內戰》所說的：「舊的國家是一種『以其無處不在的複雜的軍事、官僚、宗教和司法機構像蟒蛇似地把活生生的市民社會從四面八方纏繞起來的中央集權國家機器』。」然而馬克思認為隨著階級人數成長和發展階級意識，將能夠認識到他們必須且有能力改變整個系統。
而馬克思階級鬥爭理論緊密相關的還有其所提出的無產階級政黨理論，對此他認為無產階級的階級鬥爭需要由無產階級的政黨來領導，而無產階級政黨則必須帶領無產階級行動，同時代表著組織、領導和宣傳等作用。其中馬克思在其理論中指出在從資本主義過渡到建立社會主義或者共產主義制度間，必須經歷由工人階級掌握政治權力、強制實施社會生產的無產階級專政時期，作為促進社會改革的手段。對此馬克思在著作《哥達綱領批判》中寫道：
| “ | 在資本主義社會和共產主義社會之間，有一個從前者變為後者的革命轉變時期。同這個時期相適應的也有一個政治上的過渡時期，這個時期的國家只能是無產階級的革命專政。 | ” |

不過馬克思認為如英國、美國和荷蘭等長久實施民主體制的國家，便有可能在體制內和平過渡而轉型成為社會主義社會；相對地在法國和德國等具有強大且中央集權傳統的國家，他則建議透過革命等方式予以行動必要的能量。
而馬克思對於無產階級社會的觀點主要從階級與階級鬥爭理論開始思索後，對此他認為私有制社會中對立階級間的鬥爭具有不可調和的特點，因此統治階級需要以強制性手段來治理被統治階級，這些強制性的方法往往成為統治階級對被統治階級的榨取和剝奪工具。同時統治階級為了保持階級之間的平衡，把階級關係維持在符合統治階級利益的秩序和範圍內，進而促成國家和法律的出現。因此馬克思認為無產階級要獲得自由的解放就要必須團結，進行思想革命以革新包括無產階級和資產階級的舊有價值，最終消滅剝削而進入無階級的共產主義社會。其中馬克思認為所有民眾都具有選舉權的民主社會，在這個新的烏托邦世界中幾乎沒有需求所產生的自我異化，人類可以不受限於勞動力市場而採取行動。

## 影響

### 個人評價
馬克思被廣泛認為是歷史上最有影響力的思想家之一，並且對世界政治及學術思想產生重大影響。撰寫過馬克思傳記的英國作家弗朗西斯·惠恩認為20世紀的歷史是「馬克思的遺產」，而澳洲哲學家彼得·辛格認為馬克思的影響可以與世界上兩大主要宗教的建立者耶穌和穆罕默德相比，同時辛格還指出馬克思的觀點導致了現代社會學的產生、促使歷史研究發生轉變、並且深刻影響了哲學、文學以及藝術等領域。菲利普·斯托克斯（Philip Stokes）認為馬克思的觀點使他「直到1960年代一直是歐洲和美國知識分子的寵兒」，並且對各種學科持續產生影響；這當中包括有考古學、人類學、媒體研究、政治學、歷史、社會學、教育學、經濟學、地理學等社會科學外，同時他也對哲學、文化研究、戲劇、文學批評、美學以及心理學等有著深遠影響。
不過對於自身廣泛的影響力，曾經多次在生活上協助馬克思的好友恩格斯表示：「馬克思在談到1870年代末曾在一些法國人中間廣泛傳播的『馬克思主義』時也預見到會有這樣的學生，當時他說：『我只知道我不是馬克思主義者』。可見，馬克思本人並不贊成『馬克思主義』的提法。他更願意把自己的學說稱為『新唯物主義』、『共產主義』或『科學社會主義』。」
從學術角度來看，馬克思的學說促進了現代社會學開始發展。他除了與德國哲學家弗里德里希·尼采、奧地利心理學家西格蒙德·佛洛伊德共同視為19世紀「懷疑派」中的3位大師之一外，並且也和法國社會學家爱米尔·涂尔干、德國政治經濟學家馬克斯·韋伯並列為現代社會科學的主要奠基者。與其他哲學家相比，馬克思提出可以經常採納科學方法測試的理論。馬克思和法國哲學家奧古斯特·孔德在科學哲學和歷史哲學方面，努力嘗試推進歐洲世俗化後科學理性意識並且促進其發展；不過受到黑格爾著作的影響，馬克思拒絕孔德試圖透過社會學實證主義來建構社會科學，對此德國哲學家卡爾·洛維特認為馬克思和丹麥神學家索倫·奧貝·齊克果是黑格爾哲學中2個最偉大的繼承者。而在現代社會學理論中，馬克思主義社會學被公認是重要的經典觀念之一；其中英國哲學家以賽亞·伯林認為任何人都可以引用其學說，並且將其視為現代社會學真正的創始人。
馬克思也受到來自各方廣泛的評價。無政府主義者一般反對馬克思主義，這其中也包括自由傾向最為顯著的馬克思主義流派。原因在於無政府主義者認為馬克思主義過於專制，而且過於關注經濟問題而缺乏對於國家力量不可缺少的基本反抗能力。另外包括美國經濟學家路德維希·馮·米塞斯、英國經濟學家弗里德里希·海耶克等許多奧地利經濟學派學者也就哲學、倫理和經濟等方面全面批判馬克思和恩格斯的學説，這當中包括辯證唯物主義、歷史唯物主義、階級鬥爭學說、勞動價值理論等等都有所爭辯。

### 學術派別
馬克思的思想和主張對19世紀中後期至今的人類社會產生了巨大影響，其中馬克思的追隨者經常彼此間討論如何解讀馬克思的著作，並且將這些概念應用在現代世界中。而發展至今日，許多學者依據馬克思這一脈絡發展成許多面向，其中有數個學派就是否準確解釋馬克思的思想而相互爭辯，同時許多分支學說都認為自身為馬克思的正統繼承者。主要原因在馬克思的學說範圍包括政治、哲學、經濟、社會等廣泛領域，因此在這世界上存在著許多不一樣版本的解釋和陳述，對此美國近代馬克思主義學者哈爾·卓普便提到「在人類歷史上，少有學說像馬克思思想一般被不一樣的人嚴重扭曲」。同時許多不同的學術研究也受到馬克思主義影響而出現不同派別，這包括有導致結構馬克思主義、歷史馬克思主義、現象學馬克思主義、存在主義的馬克思主義、分析式馬克思主義分析、弗洛伊德主義的馬克思主義和黑格爾式馬克思主義。
其中發展至今日，從馬克思原本著作發展出比較有影響力和主要的分支主義包括有列寧主義以及其下的托洛斯基主義、史達林主義、毛澤東思想等；西方馬克思主義以及常劃歸其中的後現代馬克思主義、新馬克思主義、法蘭克福學派等；自由馬克思主義和青年馬克思派等等。其中列寧主義為代表的東方流派與西方馬克思主義流派分歧源自於20世紀初歐洲革命的失敗，對此匈牙利哲學家盧卡奇·捷爾吉、德國理論家卡爾·柯爾施等學者認為列寧的「庸俗經濟決定論」是失敗成因，因而從馬克思的著作《1844年哲學和經濟學手稿》的勞動異化理論作為主要發想，開始闡述馬克思思想的人道主義、人文主義關懷和人類中心主義理論，透過自身理論架構出早期的西方馬克思主義。
馬克思的哲學思想被普遍認為是西方現代哲學的重要來源，其中他對近代哲學的形上學理性主義的批判，連同弗里德里希·尼采、西格蒙德·佛洛伊德和埃德蒙德·胡塞爾的學說架構出現代思想的基礎，對於現象學、結構主義、後結構主義等運動產生影響。其中德國哲學家馬丁·海德格便表示：「體驗異化時深入到歷史的本質性維度中去了，因此，馬克思主義的歷史觀優越於其他的歷史學。」甚至認為現象學或存在主義都沒有達到與馬克思主義進行建設性談話的程度。而在第二次世界大戰後，基於馬克思的《1844年哲學和經濟學手稿》開始出現法蘭克福學派、布達佩斯學派等有影響力的西方馬克思主義流派，他們在馬克思的反資本主義立場上提出對人類現存資本主義制度和社會的批判性理論。
被馬克思主義影響的哲學家包括有赫伯特·馬爾庫塞、尤爾根·哈伯馬斯、麥克斯·霍克海默、狄奧多·阿多諾、路易·皮埃爾·阿爾都塞、華特·班雅明、埃里希·弗羅姆、尚-保羅·沙特、詹明信等人。其中到了20世紀至21世紀，許多思想家主要透過兩種策略來讓自己的社會理論得以與馬克思呼應。其中一個方法為將內容定調為對於核心的分析上，並且針對內容中最有趣和令人費解的思維處進行探討。另外一種比較常見的做法則是減少引用馬克思在社會理論的主張，並且強調社會和經濟生活各方面的「相對自主性」；除了認為社會和經濟生活兩者之間沒有直接關係外，並且否定馬克思所提出的「生產力量」發展與「生產方式」繼承之主要敘述概念。其中透過這方法使得許多歷史學家透過馬克思的社會理論獲得靈感，例如新馬克思主義理論的奠基者英國歷史學者E·P·湯普森和艾瑞克·霍布斯邦。這樣的思考模式也獲得如義大利思想家安東尼奧·葛蘭西等人的支持，除了透過馬克思的理論試圖了解政治實踐的機遇和變革外，同時也注意到馬克思主義社會理論的光明面。

### 社會政治

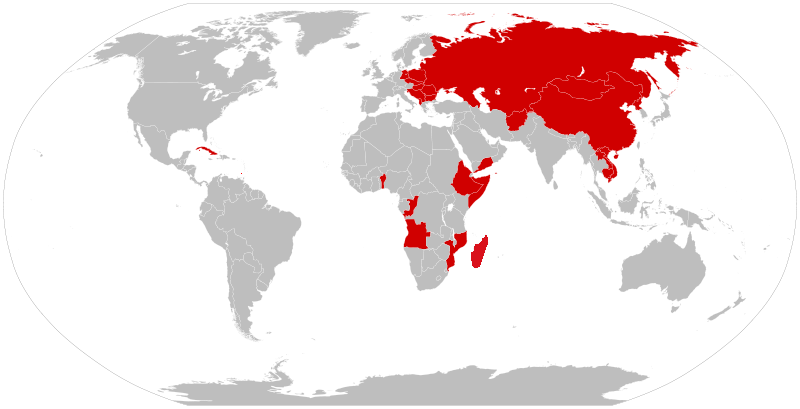
宣稱採取馬克思列寧主義、毛澤東思想或社會主義並實施一黨制的社會主義國家，其中在1979年至1983年是社會主義國家统治范围最广的時期。

在政治領域上馬克思所帶來的影響更為複雜許多，其中在這些不同的政治觀點包括有列寧主義、馬克思列寧主義、斯大林主义、托洛斯基主義、毛澤東思想、胡志明思想、霍查主义、铁托主义、盧森堡主義、卡斯特罗主义、格瓦拉主义、欧洲共产主义和自由意志馬克思主義等等。整個20世紀中便有數十個國家轉型並稱呼自己為「馬克思主義」，最引人注目的是1917年俄國革命而促使的蘇俄成立。同時許多世界上重要的領導人也都被馬克思所影響，這包括有蘇聯人民委員會主席列寧、中國共產黨中央委員會主席毛澤東、古巴國務委員會主席菲德爾·卡斯楚、智利總統萨尔瓦多·阿连德、南斯拉夫共產主義者聯盟主席約瑟普·布羅茲·狄托和非洲聯盟主席夸梅·恩克魯瑪等人，同時馬克思還認為全世界的政黨將會共同發動「馬克思主義革命」。
在一些与馬克思主義主张有关的國家中，一些事件导致一些人指責馬克思主義已經造成數百萬人死亡；不過這些革命家、領導人和政黨對於馬克思著作的解釋準確度往往具有高度爭議，並且受到許多馬克思主義者拒絕。今日常見的觀點是是將馬克思的價值觀點與具體影響區分開來進行討論，並且認為一部分受到馬克思觀點影響者則是因其政治目的的思考方式而有所不同。不過馬克思的哲學、政治經濟學和社會主義理論仍然被美國共產黨、法國共產黨、俄羅斯聯邦共產黨等絕大部分共產黨視為「指導思想」，以及被德國社會民主黨、英国工黨等許多社會民主主義政黨視作理論來源之一。直至今日，世界各地仍有許多支持馬克思主義的人士，同時馬克思主義在各國產業工人、中產階級和左翼知識分子中擁有很大的影響力。
不過馬克思對於人類社會的發展和社會意識的形態推斷仍然受到相關學者的質疑，其中馬克思所認為的人類社會未來必然會進步到共產主義階段的正確性便經常受到討論。而儘管馬克思對於社會發展以及經濟文化等方面有著種種貢獻，其所發表的大量著作也對於後來世界的發展有著重大影響，但是總體來說馬克思及其主義的影響相較20世紀初仍然有所式微。不過近年來由於西方世界陸續遭遇金融危機等因素的影響，使得馬克思的理論重新受到社會大眾的重視，在歐美世界開始出現閱讀馬克思著作和研究其思想的風潮。除了馬克思撰寫的《資本論》等著作在西方世界重新廣泛受到歡迎外，包括英國文化評論家泰瑞·伊格頓、法國解構主義提倡者雅克·德希達等西方哲學家紛紛著書以重新審視馬克思的思想。

## 著作

### 重要著作
- 《蠍子和費里克斯》（1837年）
- 《德謨克利特的自然哲學和伊比鳩魯的自然哲學之區別》（1841年）博士论文
- 《歷史法學派的哲學宣言》（1842年）
- 《黑格爾法哲學批判》（1843年）
- 《論猶太人問題（英语：On the Jewish Question）》（1843年）
- 《對詹姆斯·穆勒的註解（英语：Notes on James Mill）》（1844年）
- 《1844年經濟學哲學手稿》（1844年，於1927年出版）
- 《神聖家族》（1845年）
- 《關於费尔巴哈的提綱》（1845年）
- 《德意志意識形態》（1845年）
- 《哲學的貧困》（1847年）
- 《雇傭勞動與資本》（1847年）
- 《共產黨宣言》（1848年）代表作
- 《1848年至1850年的法兰西阶级斗争》（1850年）
- 《路易·波拿巴的霧月十八日》（1852年）
- 《政治經濟學批判大綱》（1857年，於1939年出版）
- 《政治經濟學批判序言》（1859年）
- 《美國內戰（英语：The Civil War in the United States）》（1861年）
- 《剩餘價值理論（英语：Theories of Surplus Value）》（共計3卷，1862年）
- 《工資、價格和利潤（英语：Value, Price and Profit）》（1865年）
- 《資本論·第一卷（英语：Capital, Volume I）》（1867年）代表作
- 《比利時大屠殺（英语：The Belgian Massacres）》（1869年）
- 《法蘭西內戰》（1871年）
- 《哥達綱領批判》（1875年）
- 《對阿道夫·瓦格纳的註解》（Notes on Adolph Wagner's “Lehrbuch der politischen Ökonomie，1883年）
- 《資本論·第二卷（英语：Capital, Volume II）》（馬克思逝世後由恩格斯出版，1885年）
- 《資本論·第三卷（英语：Capital, Volume III）》（馬克思逝世後由恩格斯出版，1894年）
- 《馬克思的數學手稿（英语：Mathematical manuscripts of Karl Marx）》（馬克思逝世後由蘇聯出版社出版，1968年）
- 《馬克思和恩格斯论美國》（Marx and Engels on the United States，馬克思逝世後由蘇聯出版社出版，1979年）

### 文集
- 《马克思恩格斯文选》共2卷，中文版1954人民出版社
- 《马克思恩格斯选集》共4卷，中文版1967人民出版社
- 《马克思恩格斯军事文集》，中文版1981战士出版社
- 《马克思恩格斯文集》共10卷，中文版2009人民出版社
- 《马克思恩格斯全集》共39卷，中文版1956-1974人民出版社。1979-1985出版补卷11卷。合计共50卷。
- 《马克思恩格斯全集》第二版共60卷，中文版2000-2017人民出版社。第二版分四个部分：第一部分为普通著作卷（1－29卷）；第二部分为《资本论》及其手稿卷（30－46卷）；第三部分为书信卷（47－60卷）；第四部分为笔记卷（编多少卷尚未确定）。

### 人物評論
- （英文） 路易·皮埃爾·阿爾都塞. . 英國倫敦: Verso Books. 2006年1月17日. ISBN 978-1844670529. 网址－维基内链冲突 (帮助)
- （英文） 路易·皮埃爾·阿爾都塞和埃蒂安·巴利巴尔. . 英國倫敦: Verso Books. 2009年6月9日. ISBN 978-1844673476. 网址－维基内链冲突 (帮助)
- （英文） Shlomo Avineri. . 英國劍橋: 劍橋大學出版社. 1968年1月1日. ISBN 978-0521096195. （原始内容存档于2021年1月3日）.
- （英文） 科斯塔斯·埃克斯罗斯（英语：Kostas Axelos）. . 美國奧斯丁: 德州大學奧斯汀分校出版社（英语：University of Texas Press）. 1977年4月. ISBN 978-0292780132. （原始内容存档于2016-03-07）.
- （英文） 湯姆·波托莫爾（英语：Thomas Bottomore）.  (PDF). 美國霍博肯: 約翰威立. 1998年10月9日. ISBN 978-0631180821. （原始内容 (PDF)存档于2015年4月27日）.
- （英文） 哈里·克利夫（英语：Harry Cleaver）.  (PDF). Antithesis. 2001年7月1日. ISBN 978-1902593296. （原始内容存档 (PDF)于2021年2月1日）.
- （英文） 傑拉德·柯亨. . 美國普林斯頓: 普林斯頓大學出版社. 2000年12月15日. ISBN 978-0691070681.
- （英文） 哈爾·卓普. . 美國: 《每月評論》.
- （英文） 罗纳德·邓肯（英语：Ronald Duncan）和科林·威森（英语：Colin Wilson）. . Ashgrove Publishing wiki. 1987年7月. ISBN 978-0906798713.
- （英文） 泰瑞·伊格頓. . 美國紐哈芬: 耶魯大學出版社. 2012年4月24日. ISBN 978-0300181531.
- （法文） 雅克·阿塔利. . 法國巴黎: 法亞爾（英语：Fayard）. 2005年5月11日. ISBN 978-2213624914. 网址－维基内链冲突 (帮助)

## 外部連結
- （简体中文） 批判的知识库
- （简体中文） 马克思主义发展史 （页面存档备份，存于）
- （英文） Books by Marx, Karl （页面存档备份，存于）
- （英文） Karl Marx（页面存档备份，存于）
- （英文） Karl Marx （页面存档备份，存于）
- （英文） Karl Marx (1818 - 1883) （页面存档备份，存于）
- （英文） Marx （页面存档备份，存于）
- （英文） Marxists Internet Archive（页面存档备份，存于）
- （德文） Karl Marx （页面存档备份，存于）
- （德文） Museum Karl-Marx-Haus Trier （页面存档备份，存于）